# Барокко в Речи Посполитой

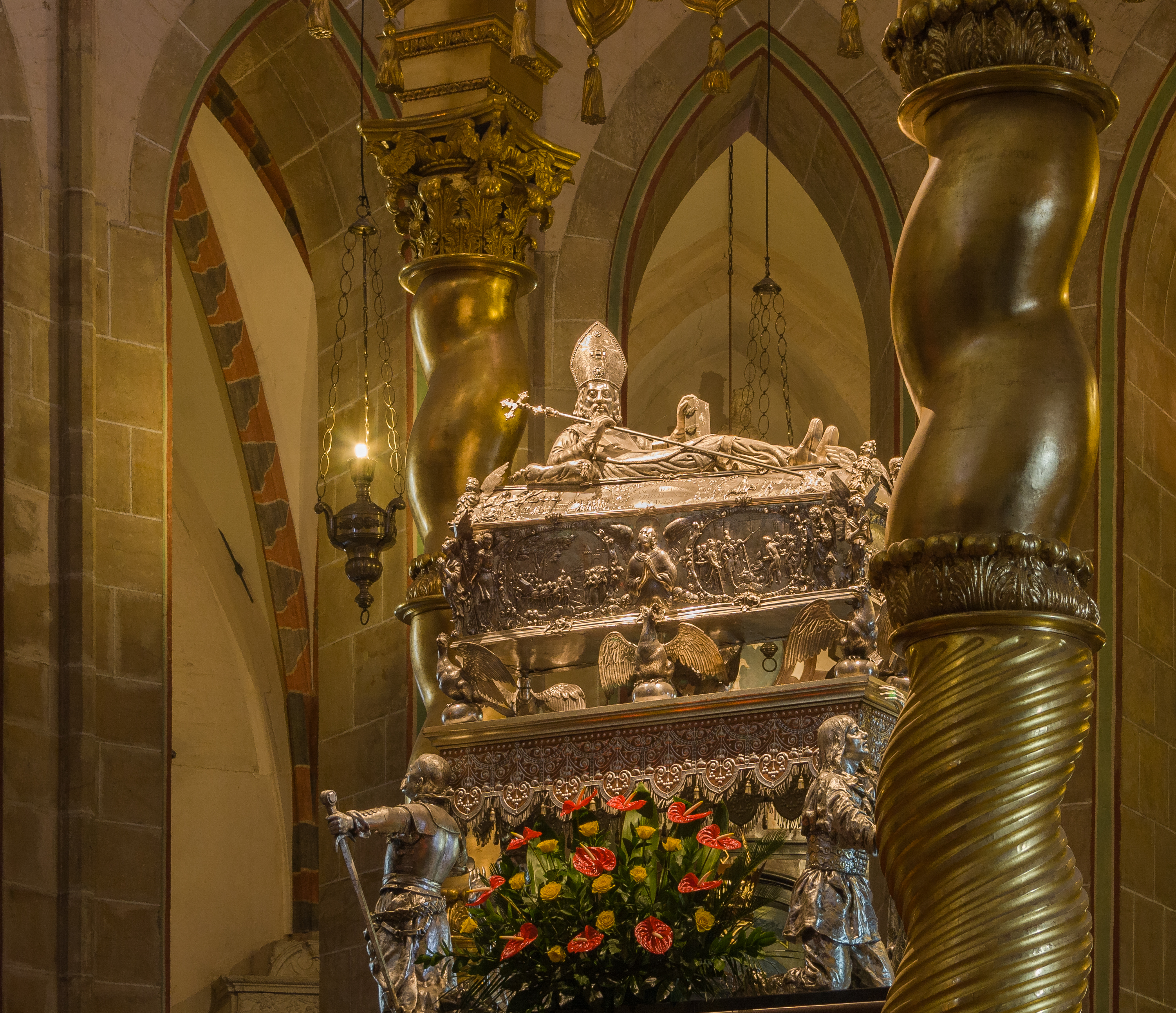
Серебряный реликварий Св. Войцеха, Снежное, Польша.

Барокко в Речи Посполитой — этап развития польской культуры, охватывающий период с конца XVI века до середины XVIII.

## Культурные связи с Италией
В Польше сложились давние, тесные культурные и религиозные связи с Италией. В XVI веке началось распространение идей гуманизма, поддержанное в Польше сначала Королевским двором в Кракове. В результате изначально Возрождение в Польше получило аристократические черты. Королевская приверженность итальянских мастеров, приглашенных Сигизмундом Старым, распространилась и на магнатов, шляхту и богачей в городах. Среди лучших ренессансных сооружений эпохи — перестройка 1502—1536 готического замка Вавель в ренессансный дворец итальянцем Франческо Фьорентино (Francesco Fiorentino).
Как и в Италии, культурный фундамент барокко в Польше составляли:
- культура позднего Возрождения
- депрессивный маньеризм.

Мрачный маньеризм имел что-то общее с экзальтацией поздней готики, позиции которой долго сохраняли мощь в культуре Польши в XVI веке.

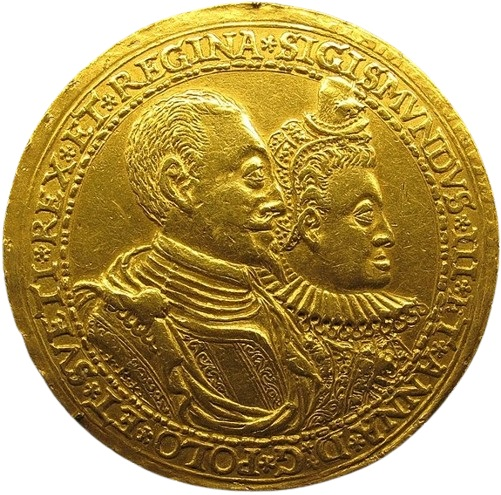
Польский король Сигизмунд III и жена Анна Австрийская, 1598 г.

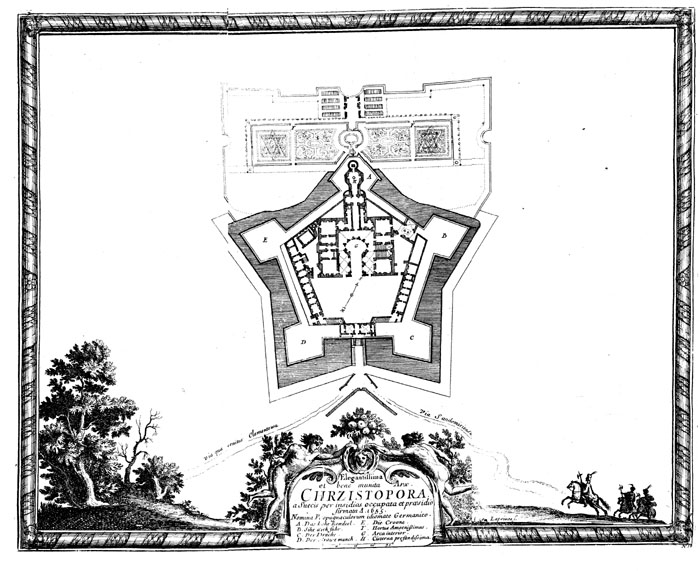
Замок Крыжтопор, план, 1655 г.

Так, костёл Святого Андрея бернардинского монастыря во Львове  1600—1630 архитектор Павел Римлянин создал в формах Возрождения. Однако ему не удалось довести до конца строительство — он умер в 1618 году. По преданию, польскому королю Сигизмунду III, который осматривал строительство, первоначальный план Павла Римлянина показался чересчур скромным. В результате ученик и преемник Павла Римлянина, швейцарец Амброзий Благосклонный, провёл достройку здания в ином ключе. Ему принадлежит щит-фронтон усложненной и причудливой формы. Саму постройку Амброзий Благосклонный строил в стиле немецко-голландского маньеризма. Образцом виртуозности и изобретательности маньеризма стала и перестройка (1631—1644) замка Крыжтопор, Опольское воеводство. В пятиугольный двор крепости был вписан необычный план дворца с двумя внутренними дворами — овальным и в виде трапеции. Это было очень необычное сооружение для Речи Посполитой.
В это время на землях Польши уже активно работает первая генерация итальянских архитекторов-иезуитов в стиле раннего барокко (Джакомо Бриано, Джованни де Росси, Джованни Мария Бернардони и т. д.).
Время не отличалась спокойствием, а было насыщено борьбой политических партий, покушениями на короля, военными победами, кризисом в экономике, остановками в строительстве и новыми периодами оживления в архитектуре, фортификации, гравюре.

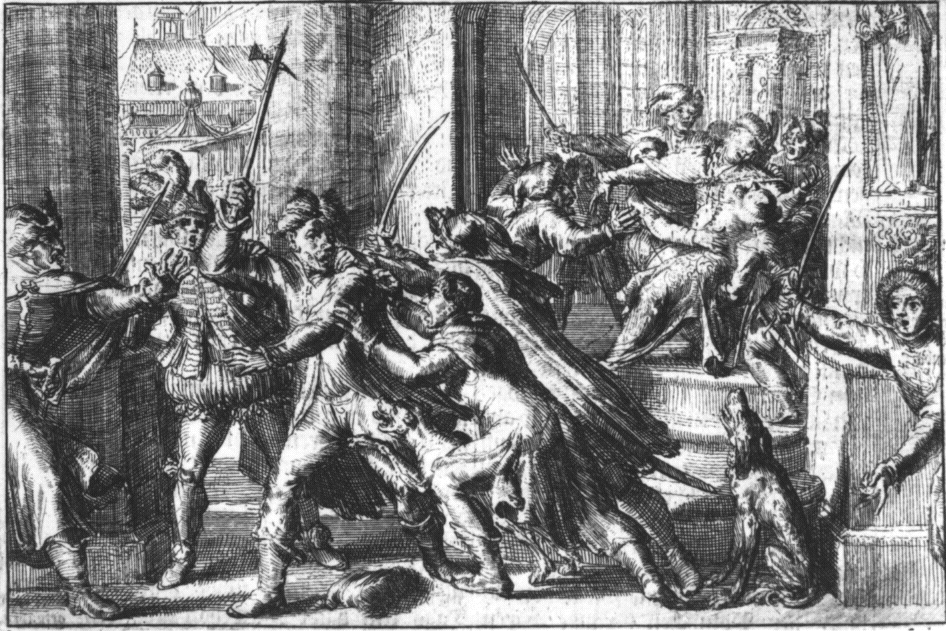
«Покушение на короля Сигизмунда III Вазу», 1620 г.
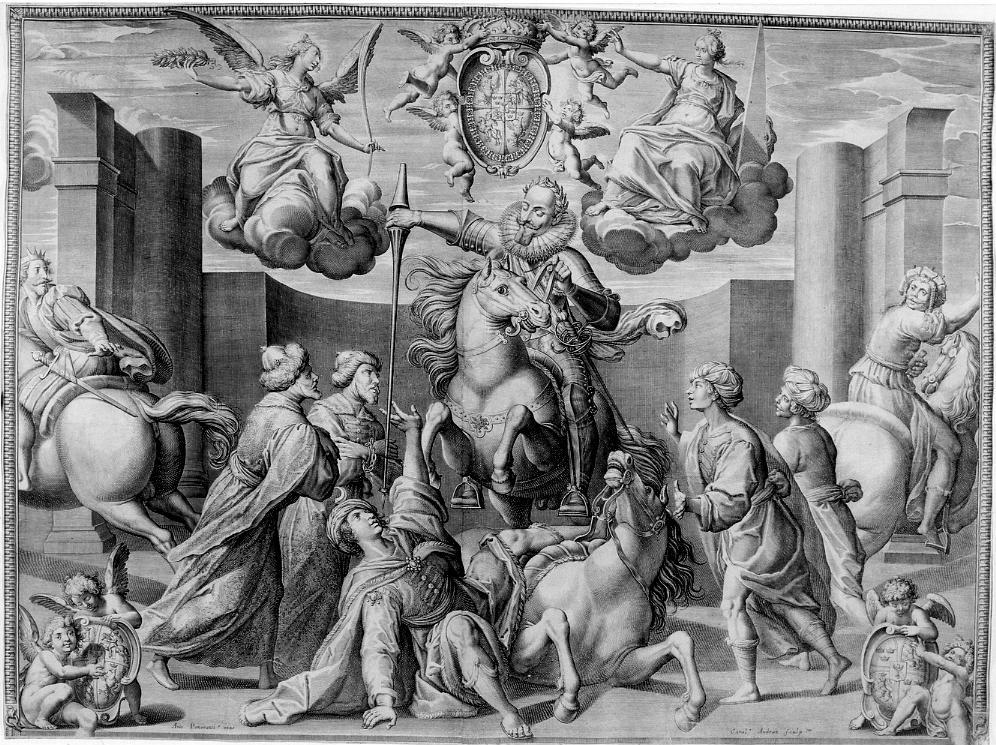
«Апофеоз короля Сигизмунда III Вазы», офорт, 1629 г.

## Раннее барокко эпохи династии Ваза

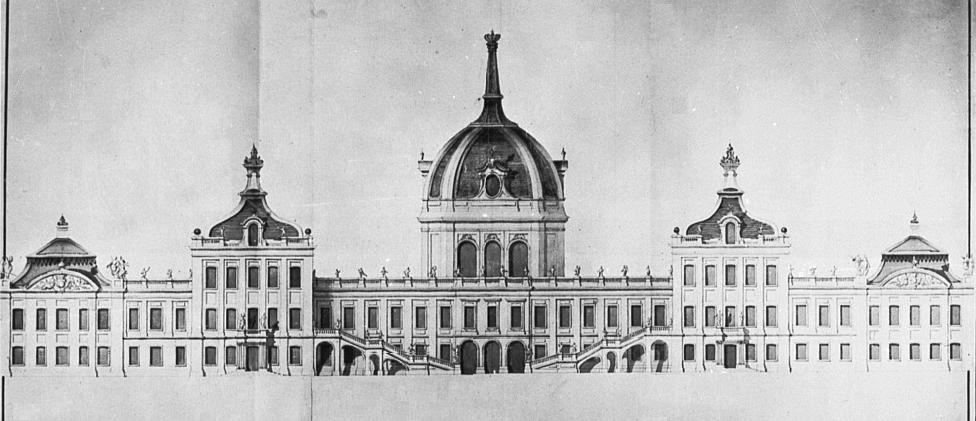
Уяздовский дворец, 1720 г.

В конце XVI — начале XVII веков Польша увеличила собственные территории в ходе завоевательных войн. Возросла мощь магнатов и шляхты. Формы польского Возрождения со значительными примесями маньеризма уступают стилю барокко. В польском барокко преобладает смесь итальянских, фламандских, позднее, французских влияний. Серди первых барочных построек в Речи Посполитой — Костёл Тела Господня, построенный в резиденции Радзивиллов — городе Несвиж — архитектором-иезуитом Джованни Мария Бернардони (1584—1593) по заказу Николая Радзивилла. Вторая ранняя постройка барокко — костёл Св. Петра и Павла в Кракове (бригада архитекторов-иезуитов: Джузеппе Брицио, Джованни Мария Бернардони, Джованни Баттиста Тревано). За образец берут главный храм иезуитов — церковь Иль-Джезу в Риме, творчески перерабатывая её фасад.
Барочные черты получают и первые светские по назначению сооружения (дворец краковских епископов, Кельце, 1637—1644, архитектор Томаш Пончино) с внутренним двором, открытой лоджией садового фасада, двумя боковыми башнями по углам сооружения, барочными крышами.

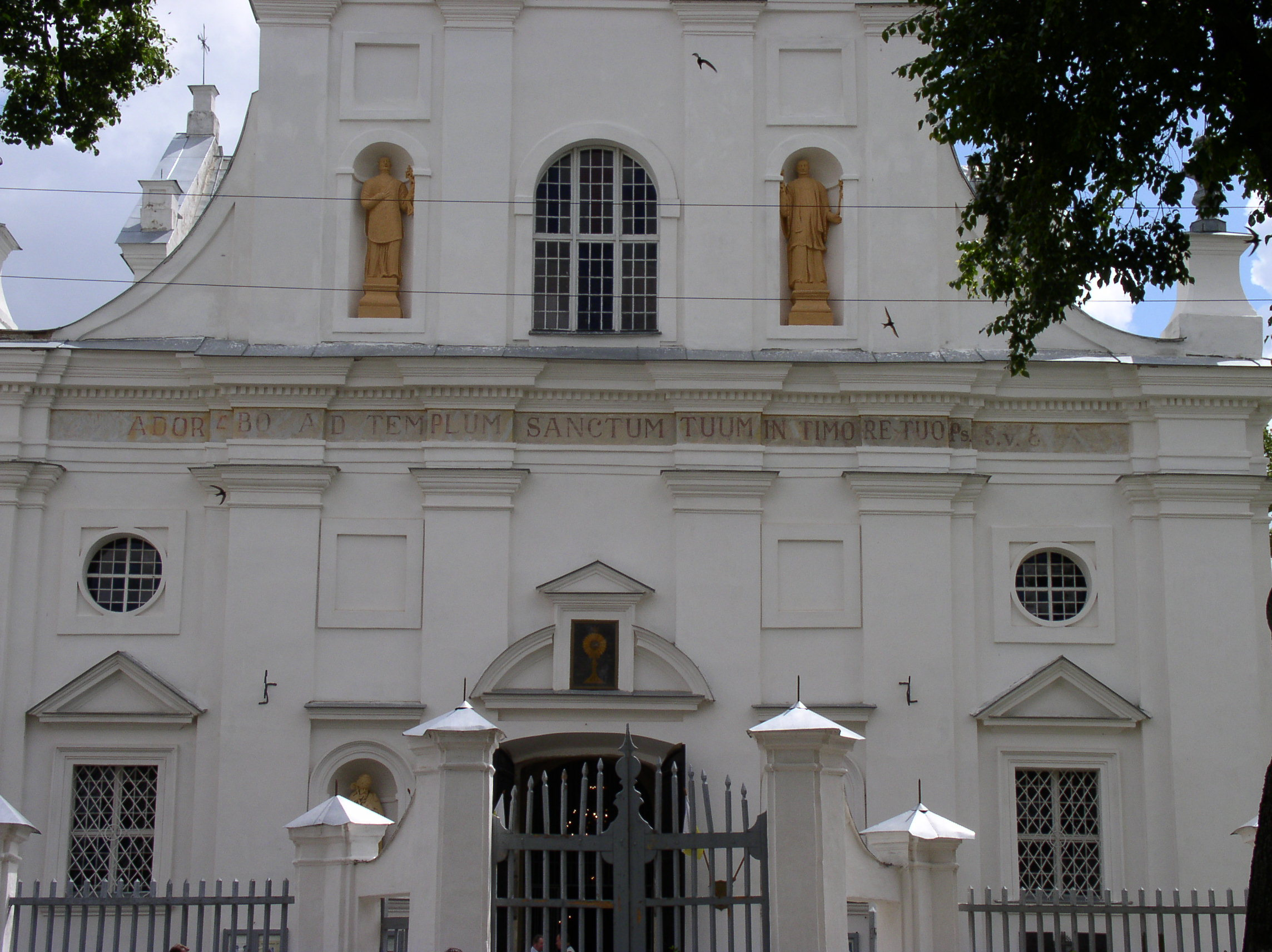
Костёл Тела Господня, Несвиж. Западный фасад.
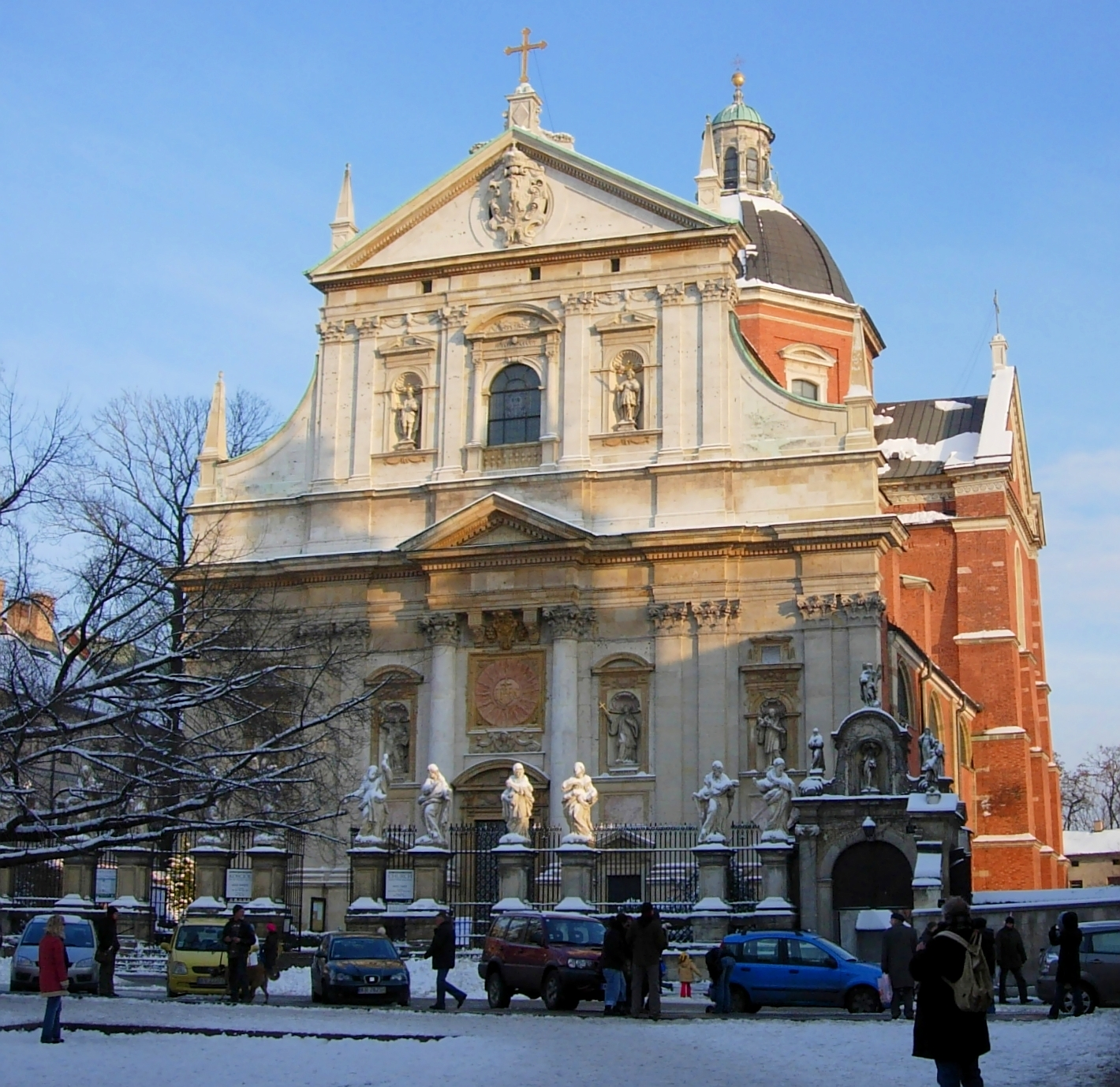
Костёл Св. Петра и Павла, Краков
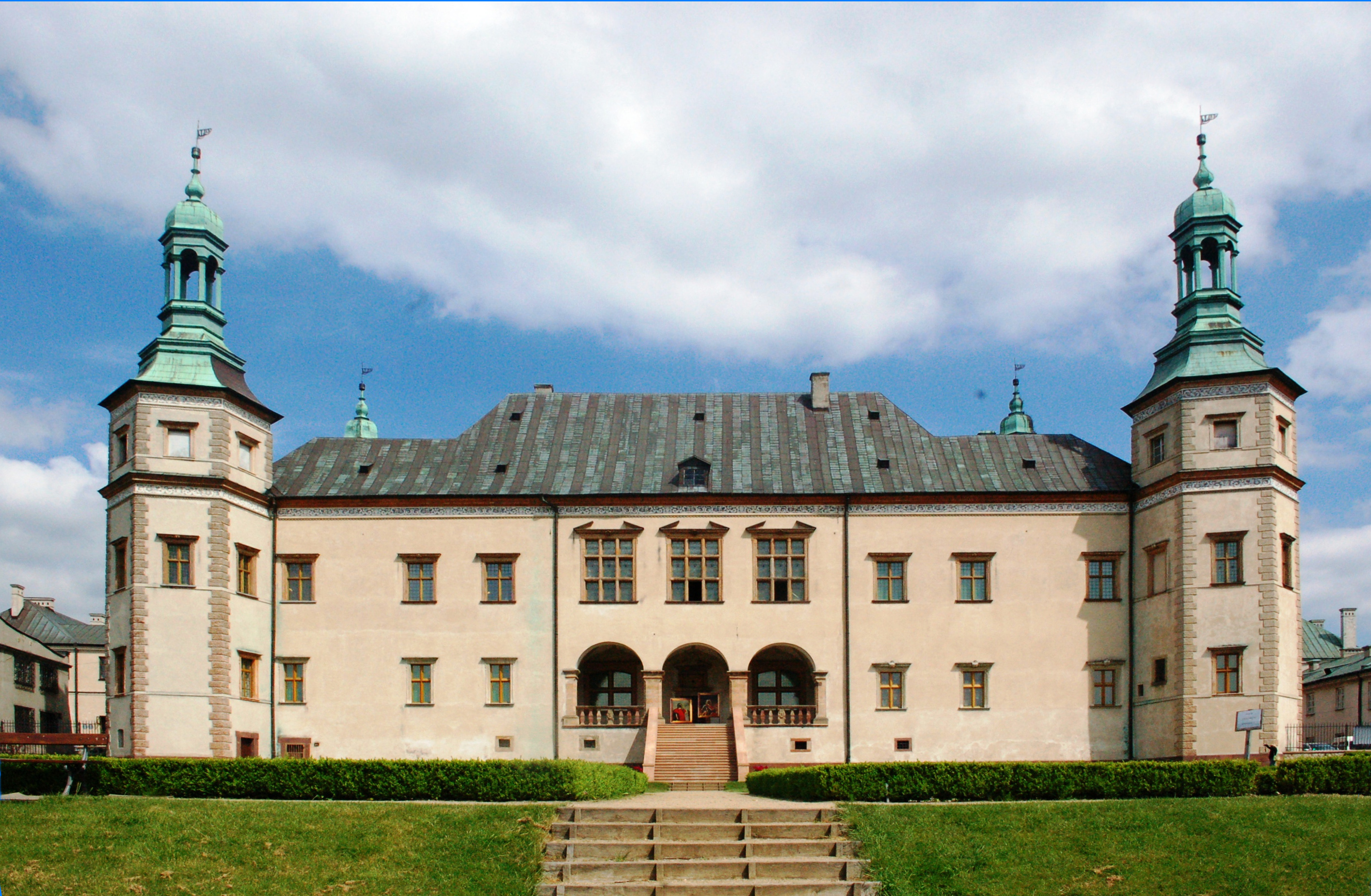
Дворец краковских епископов, Кельце, 1637-1644
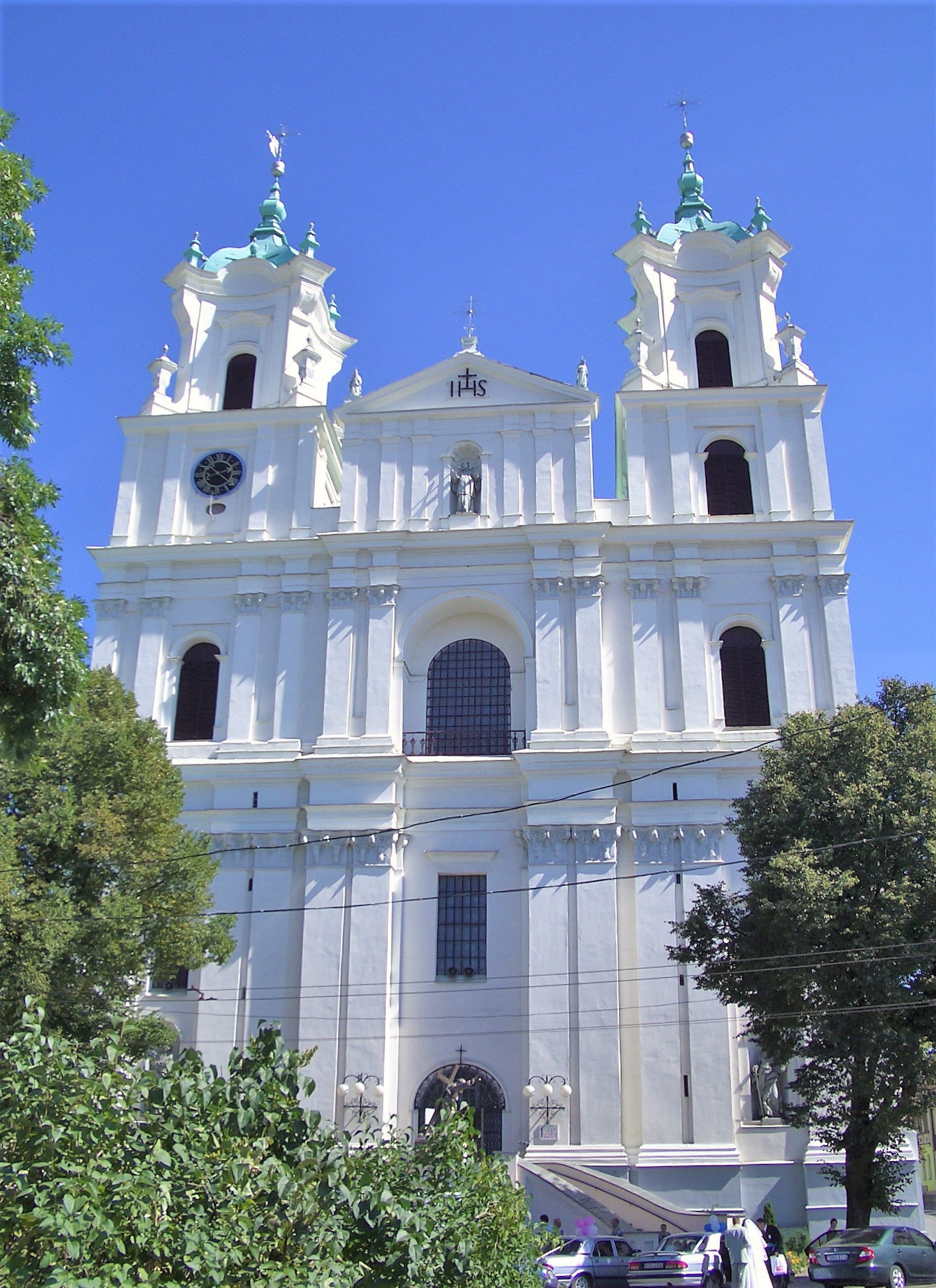
Костел ордена Иезуитов,, Гродно, 1678-1705

## Итальянские художники в Польше

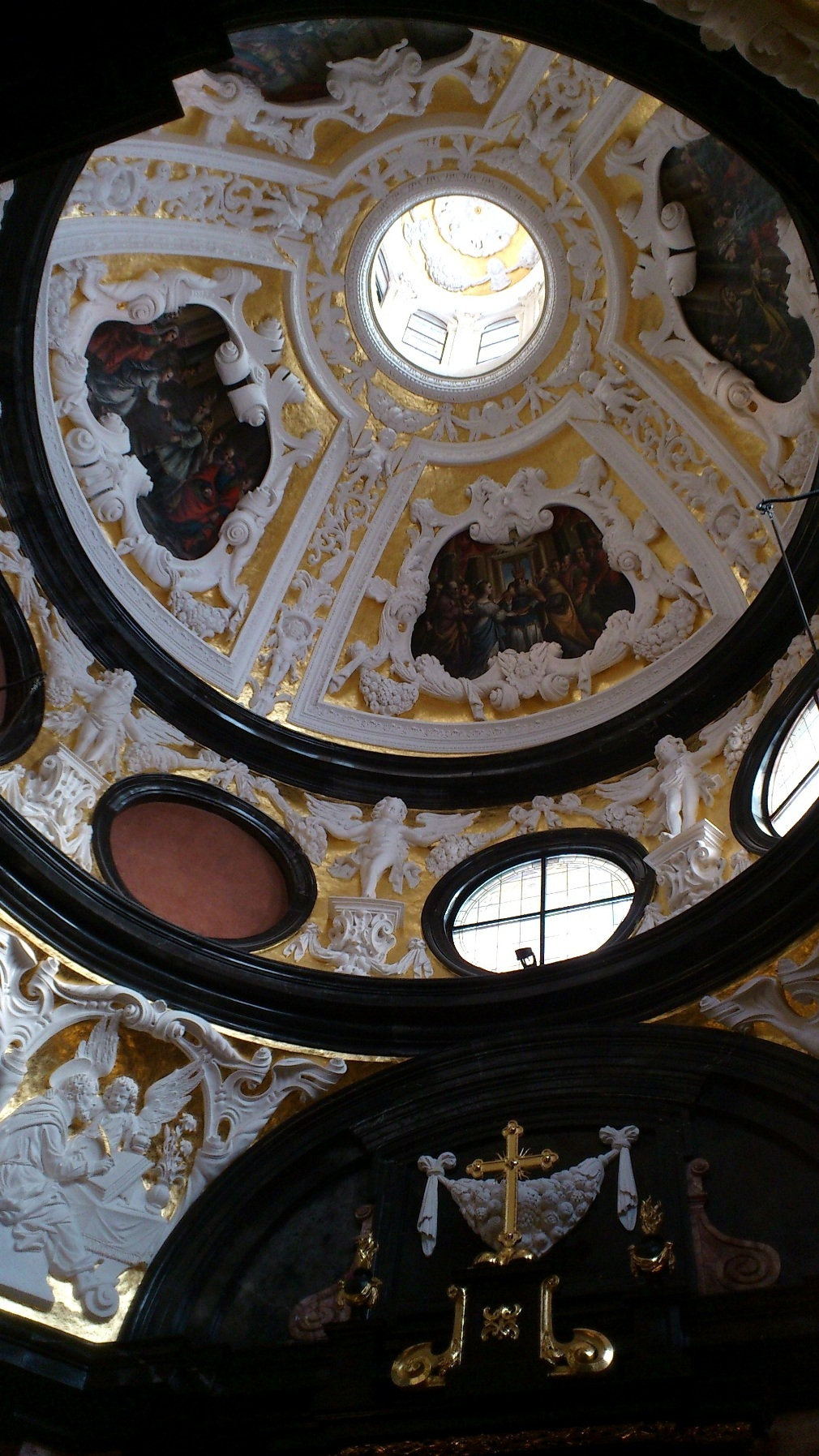
Часовня династии Ваза, Вавель.

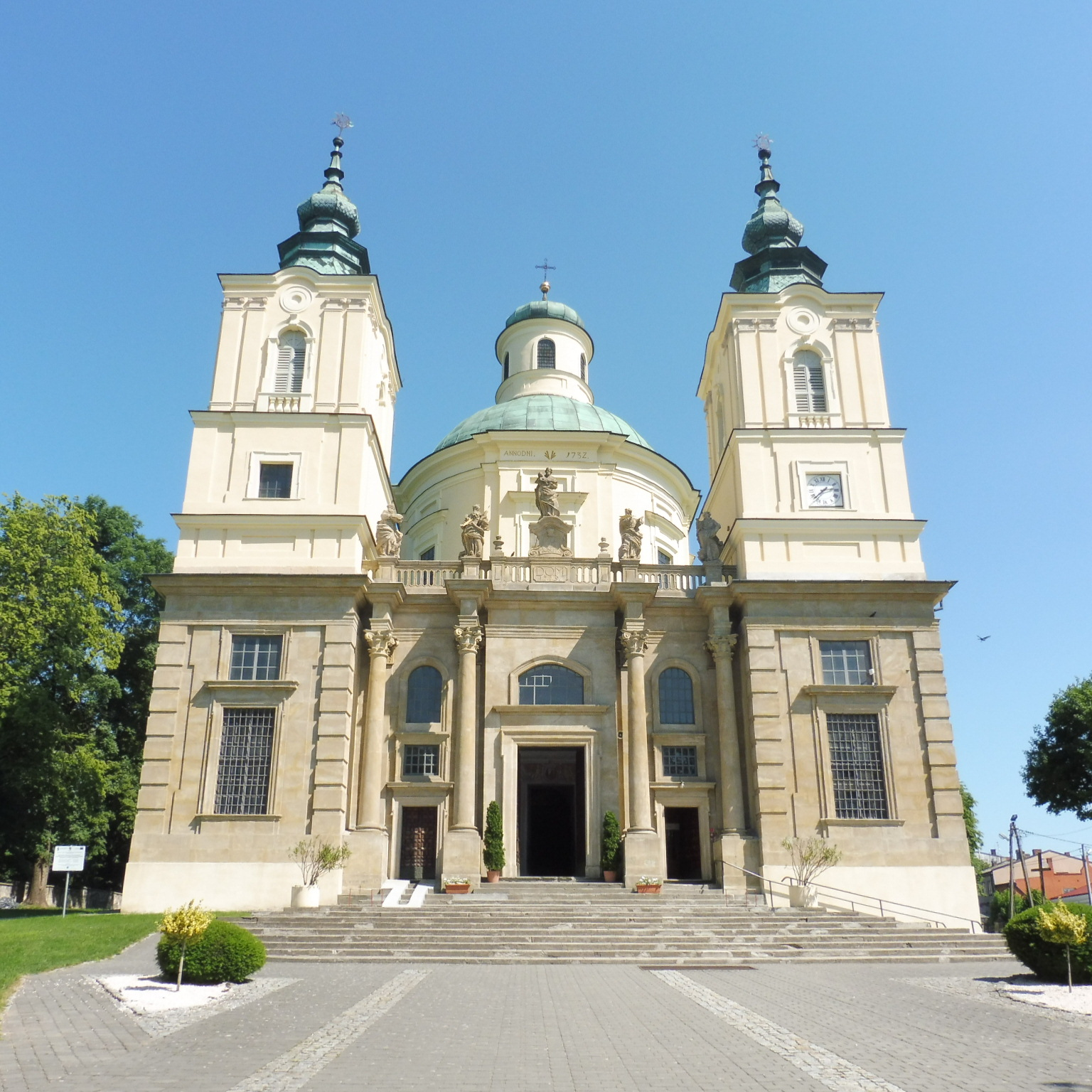
Арх. Л. Демерето. Kостел Св. Иосифа в Климонтове, 1643—1650 гг.

Среди архитекторов, работавших на территории страны, преобладали итальянские художники и представители итальянской Швейцарии:
- Санти Гуччи (Santi Gucci 1530—1600)
- Джузеппе или Джозеф Брицио (Giuseppe Brizio)
- Джакомо Бриано (Giacomo Briano 1586—1649)
- Джованни Мария Бернардони (Giovanni Maria Bernardoni 1541—1605)
- Джованни де Росси (Giovanni de Rossi)
- Джованни Баттиста Тревано (Giovanni Battistа Trevano? — 1644)
- Джованни Баттиста Джизлени (Giovanni Battista Gisleni 1600—1672)
- Ян Катеначи (J. Catenaci)
- Маттео Кастелли (Matteo Castelli 1560—1632)
- Джакомо Родондо (Giacomo Rodondo)
- Паоло дел Корте (Paolo del Corte)
- Андреа дель Аква (Andrea del Aqua 1584—1656)
- Бенедетто Молли (Benedetto Molli)
- Томаш Пончино (Tommaso Poncino 1590—1659)
- Лоренцо Сенес, или Демерето (Demereto первая половина 17 в.)
- П. Феррари (P. Ferrari)
- Бернардино Каноббио де Джанотис (Carlo Romanus)
- Якуб Мадлайн (Giacomo Madlaina, первая половина 17 в.)
- Якуб Фонтана (Giacomo Fontana, Jakub Fontana 1710—1773)
- Августо Лоцци (Augustyn Wincenty Locci 1640—1732)
- Джоанне Спаццо (Gиоvanni Spazzio? — 1726)
- Ю. Белотто (J. Belotti)
- Паоло Фонтана (Paolo Antonio Domenico Fontana 1696—1765)
- Юзеф Фонтана (Giuseppe Fontana)
- Гаэтано Кьявери (Gaetano Chiaveri 1689—1770)
- Доминико Мерлини (Dominik Merlini 1730—1797)
- Я. Х. Фалькони (J. Ch. Falconi) (скульптор)
- Б. Фонтана (B. Fontana) (скульптора)
- Томмазо Долабелла (Tommaso Dolabella 1570—1650, художник)
- Микеланджело Паллони (Michelangelo Palloni 1637—1712, художник)

## Развитое барокко эпохи Яна III Собеского
Династические войны между представителями рода Ваза на годы приостановили развитие архитектуры в середине XVII в. Лишь в последней трети XVII века (в период правления Яна III Собеского) пришла некоторая политическая стабильность, и в искусстве Речи Посполитой окрепли позиции развитого барокко. Барочная культура сохраняет предварительный характер и влияние итальянских, голландских, немецких образцов — в стране плодотворно работают немецкий скульптор и архитектор Андреас Шлютер, гравер из Голландии Вильям Гондиус, архитектор Тильман Гамерский и ряд итальянских художников. Но растёт мощь Франции, влияние которой уже ощущало тогдашнее польское искусство (архитектура, сад барокко, портретный жанр). Воспитан и ряд национальных кадров — Б. Вонсовский, Войцех Ленартович и др. Древние замки или строят, или добавляют важные части, коренным образом меняют их структуру (Подгорецкий замок, Замковый сад (Жовква) в Жовковском замке, Китайский дворец в Золочевском замке).
С 1678 года Жолковский замок стал королевской резиденцией Яна III Собеского. В конце XVII века была построена новая королевская резиденция — Вилянувский дворец с боковыми башнями, галереями, величественным курдонёром, садом барокко (архитекторы — Августин Лоцци, Джованни Спаццо).

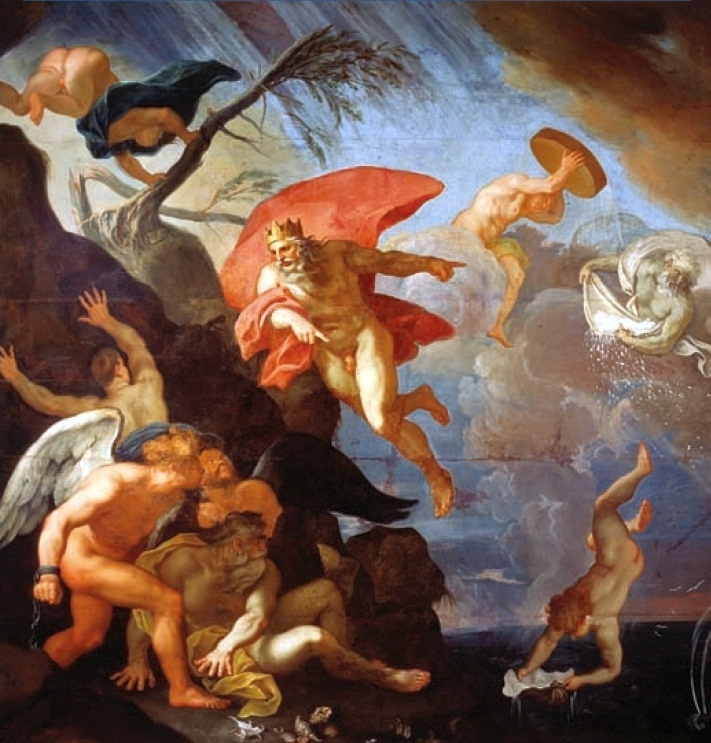
Ежи Семигиновский-Элеутер. «Аллегория Зимы»
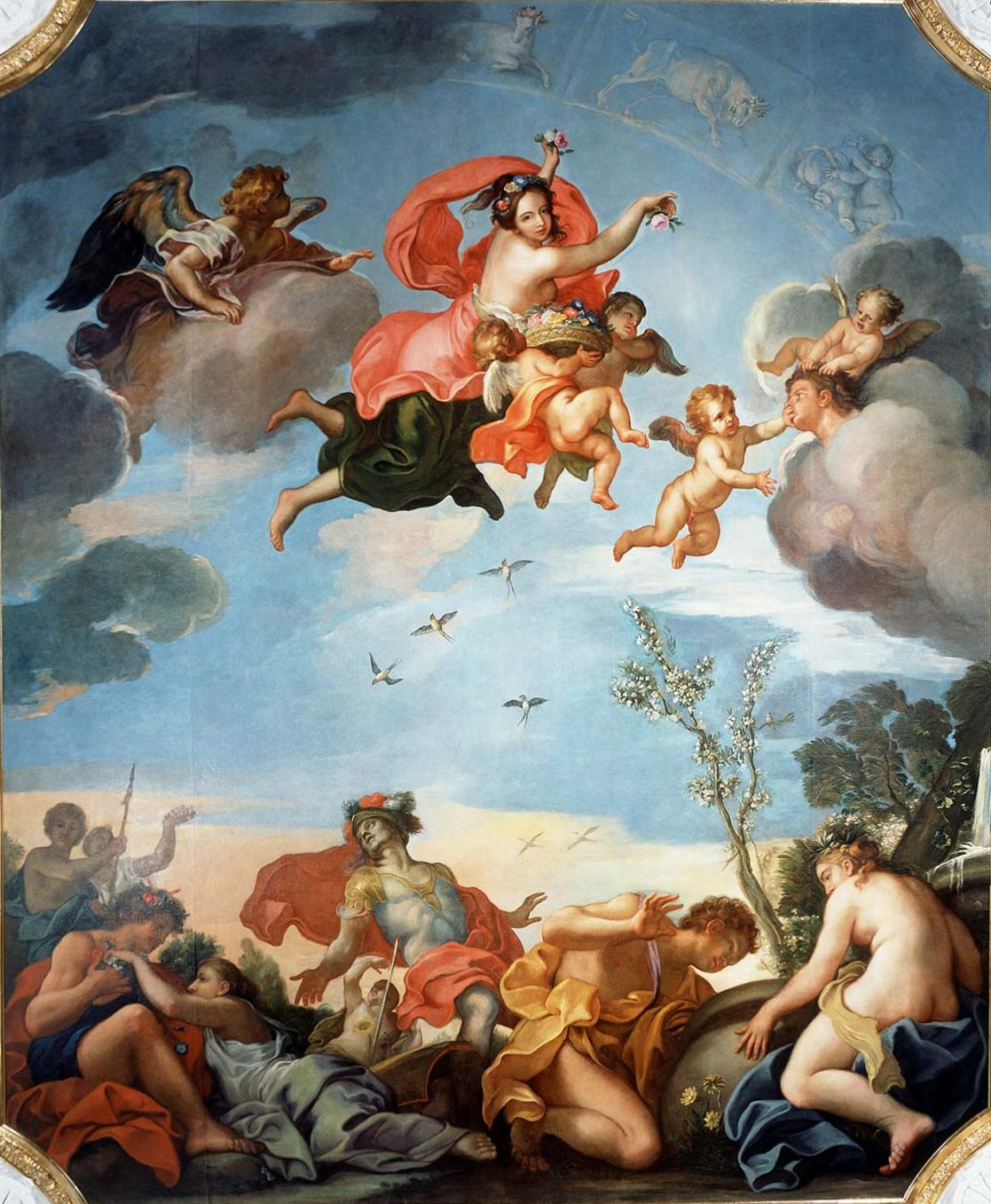
«Аллегория Весны»
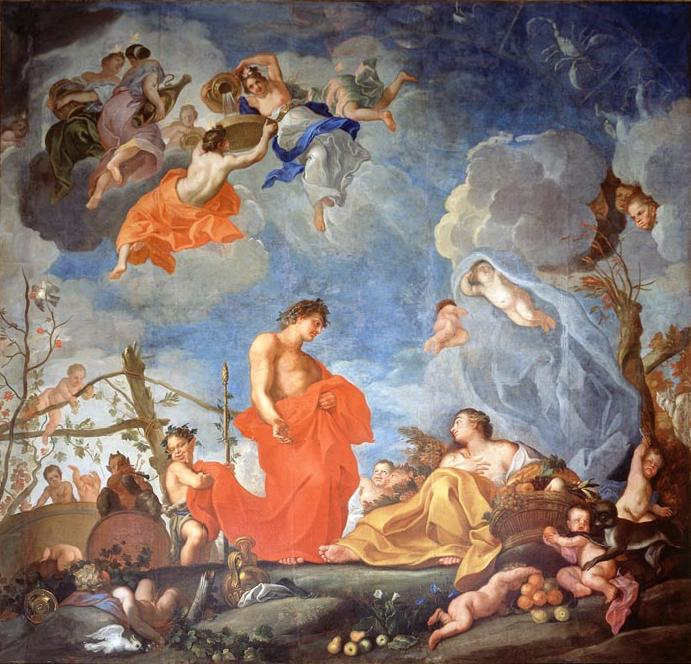
«Аллегория Осени»
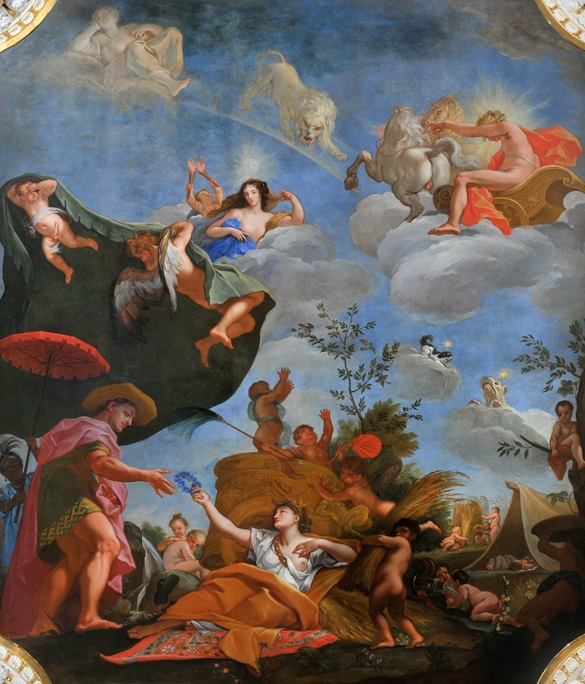
«Аллегория Лета»

От королевских резиденций мало чем отличаются дворцы или резиденции магнатов — дворец Оссолинских, дворец Красинских, дворец Браницких. Но в провинциях сохранялись позднеренессансные формы. Дома горожан имеют щипцовые завершения с волютами, порталы и фасады украшены лепным декором или скульптурами, межоконные промежутки заполнены гирляндами и виньетками. Застройка бедных районов имеет много общего с сельской архитектурой (деревянные мансардные этажи, небольшие открытые галереи первого этажа). Черты барокко в усадьбах бедной шляхты имеют слишком сдержанный или упрощенный характер.

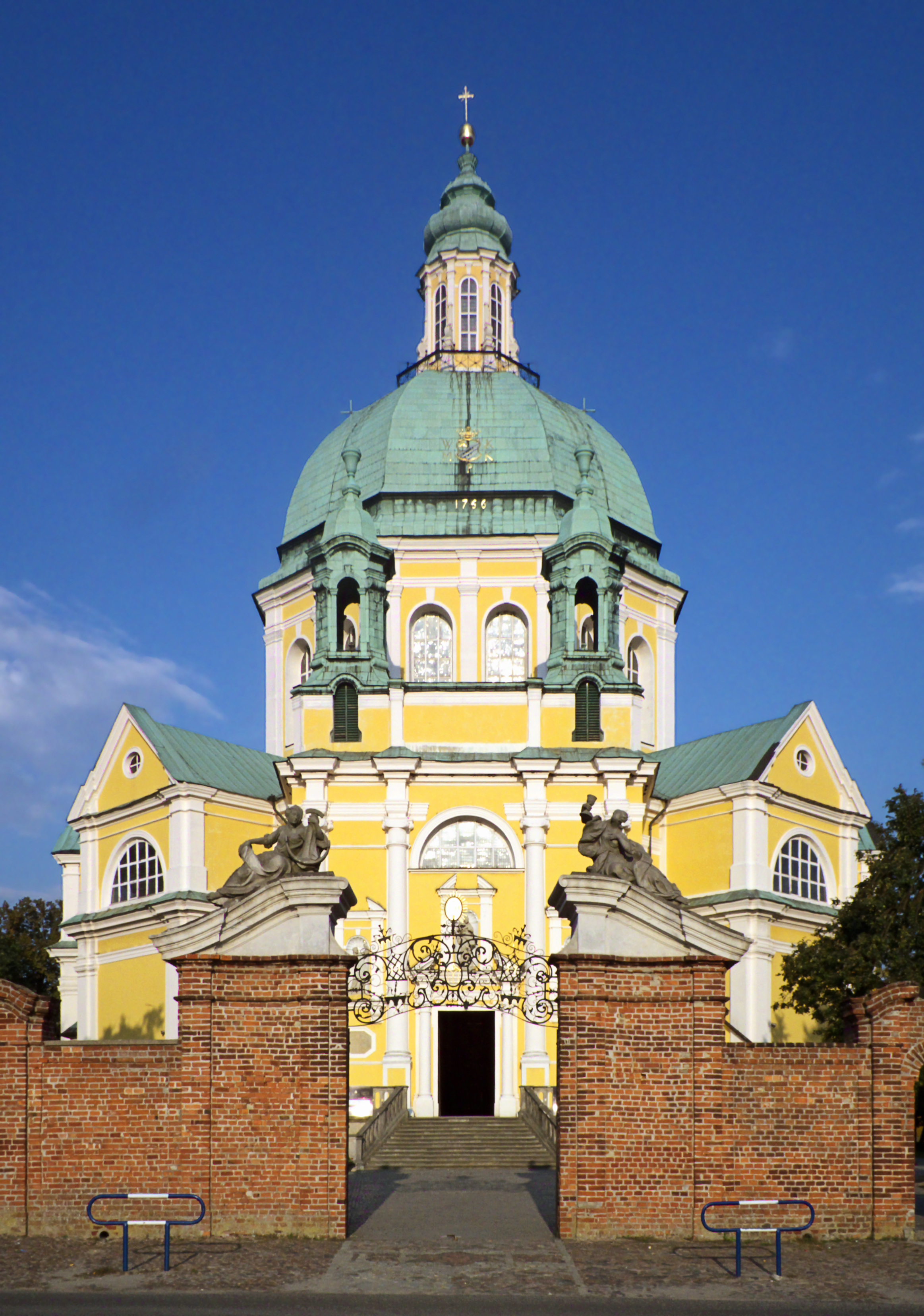
Костел в Глогове, Гостынь
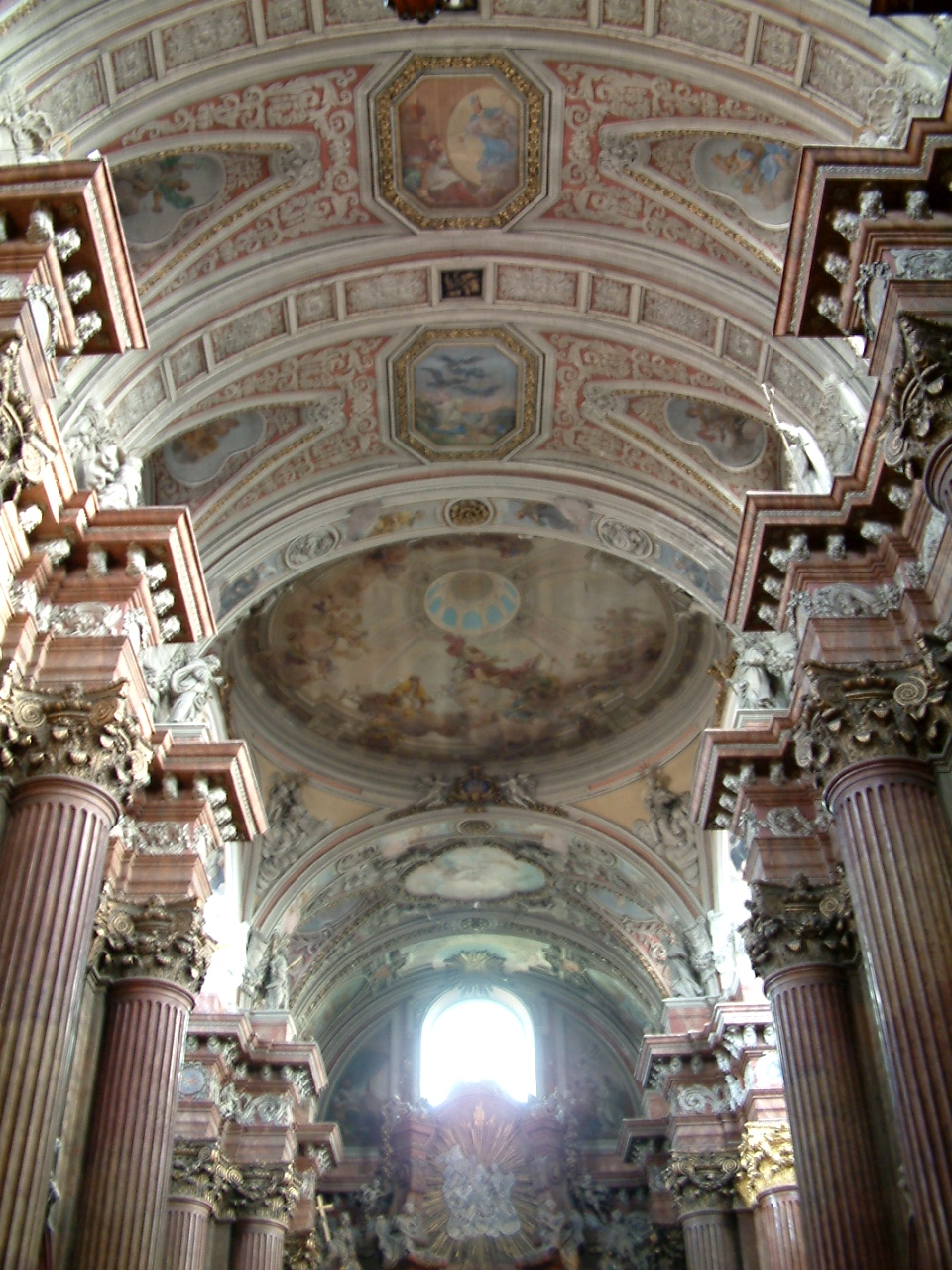
Церковь Матери Божьей Неустанной Помощи, Познань.
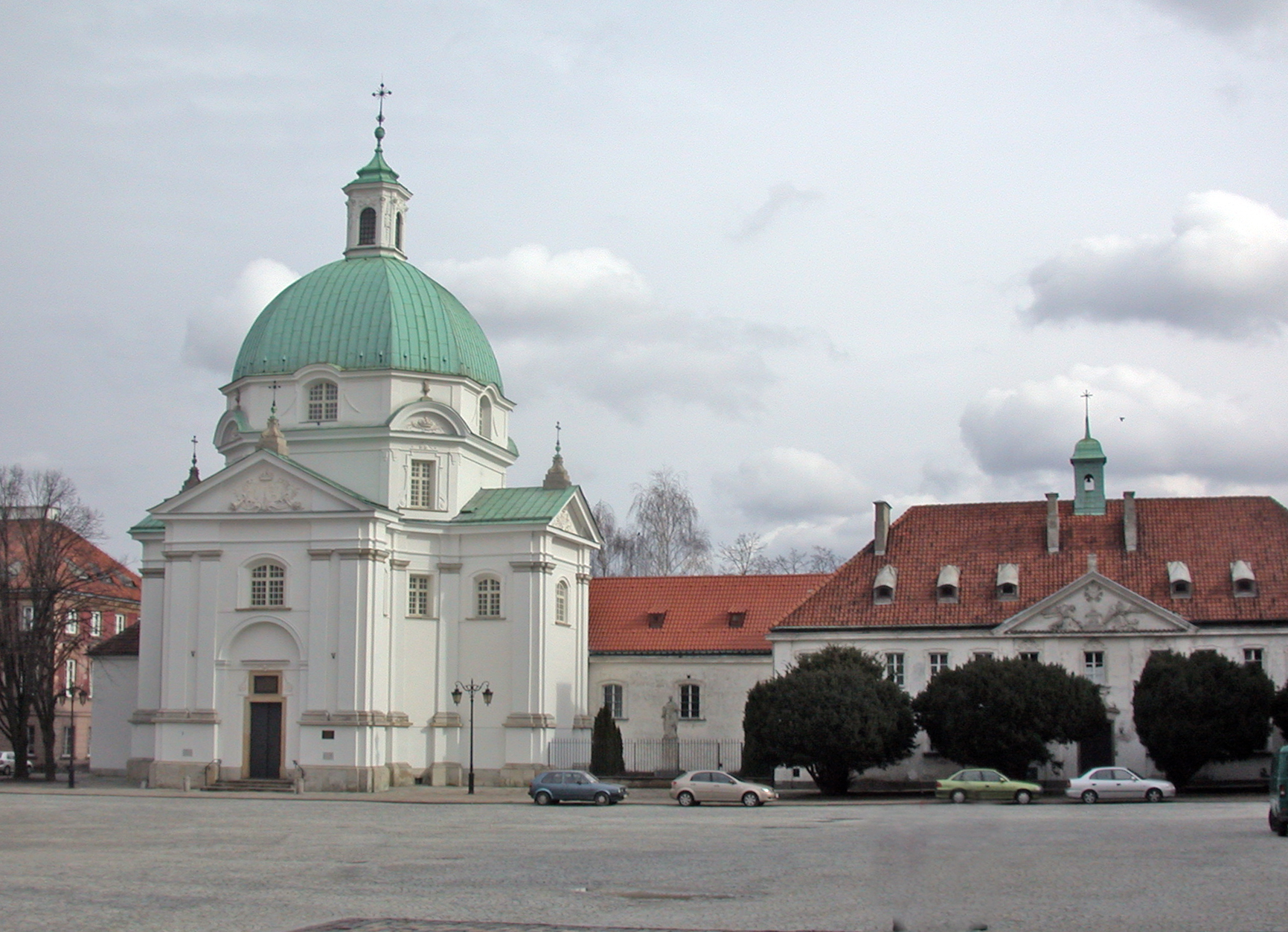
Костёл Св. Казимира, Варшава
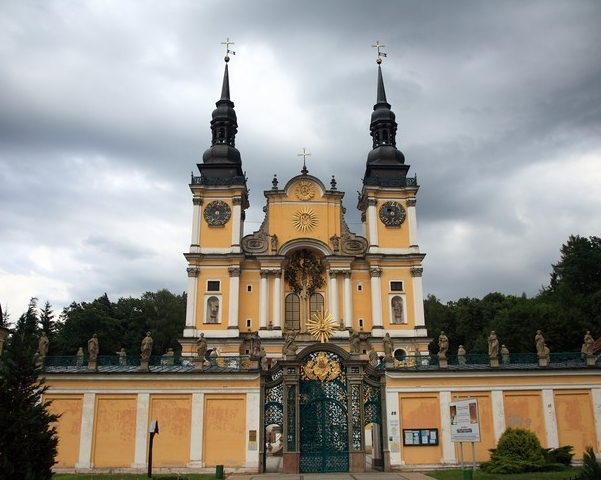
Базилика Пресвятой Девы Марии, Święta Lipka

## Портретный жанр

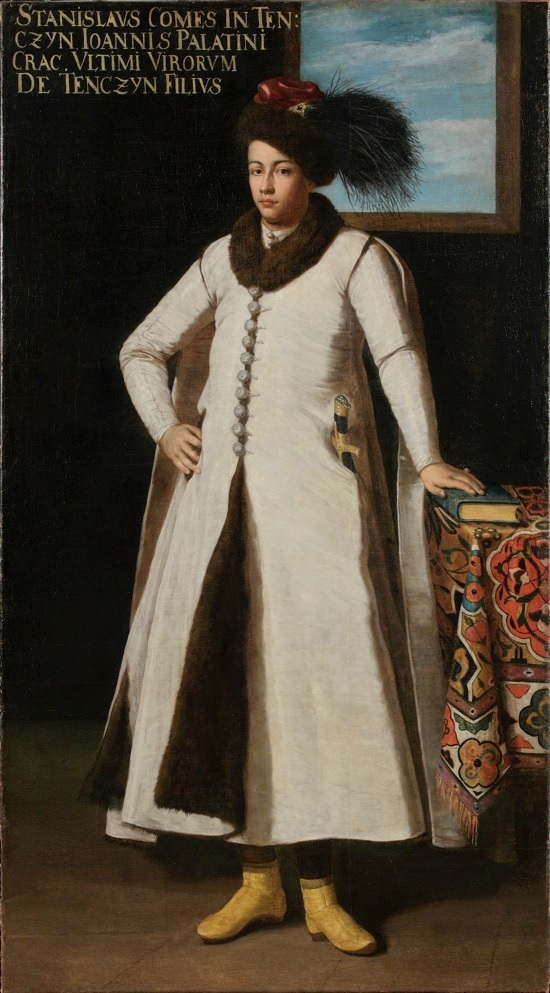
Худ. Томмазо Долабелла. Портрет Станислава Течинского, Вавель.

Среди светских жанров живописи эпохи барокко в Речи Посполитой главное место занял портретный жанр. Создавали как парадные портреты королевских особ, так и портреты для семейных галерей. Парадные портреты короля Казимира ІІІ Вазы были заказаны и выполнены в мастерской Рубенса. Конный портрет короля наследовал образец реперезентативного конного портрета короля Англии Карла I. Постепенно провинциальные художники отходят от плоского изображения к более объемному и менее статическому. Получили распространение портреты магнатов и зажиточной шляхты в полный рост, в роскошных одеждах, с изображением парадного оружия, гербов, надписей. Окончательно плоскостность и статичность были преодолены только в творчестве художников XVIII века, когда к созданию парадных портретов привлекли ряд иностранных мастеров с высоким образованием и значительным художественным дарованием (Марчелло Бачиарелли, Иоганн Лампи Старший и другие.)
Особая отрасль польского портрета — гробовые портреты. При захоронении гроб ставили на высокий подиум, и изображение умершего выше груди размещали на торце гроба.

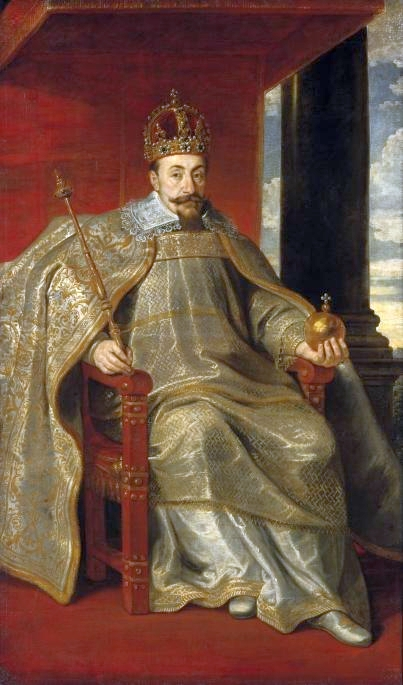
Питер Клас. Король Казимир ІІІ Ваза. 1626 год.
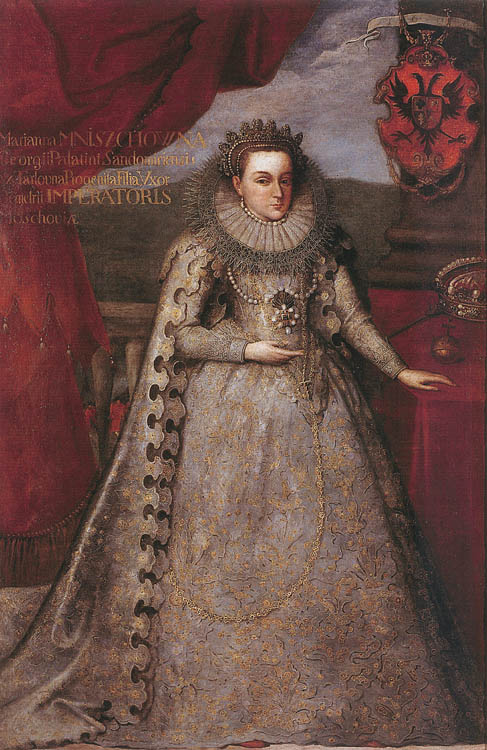
Марина Мнишек, 1606 (?)год, Вавель.
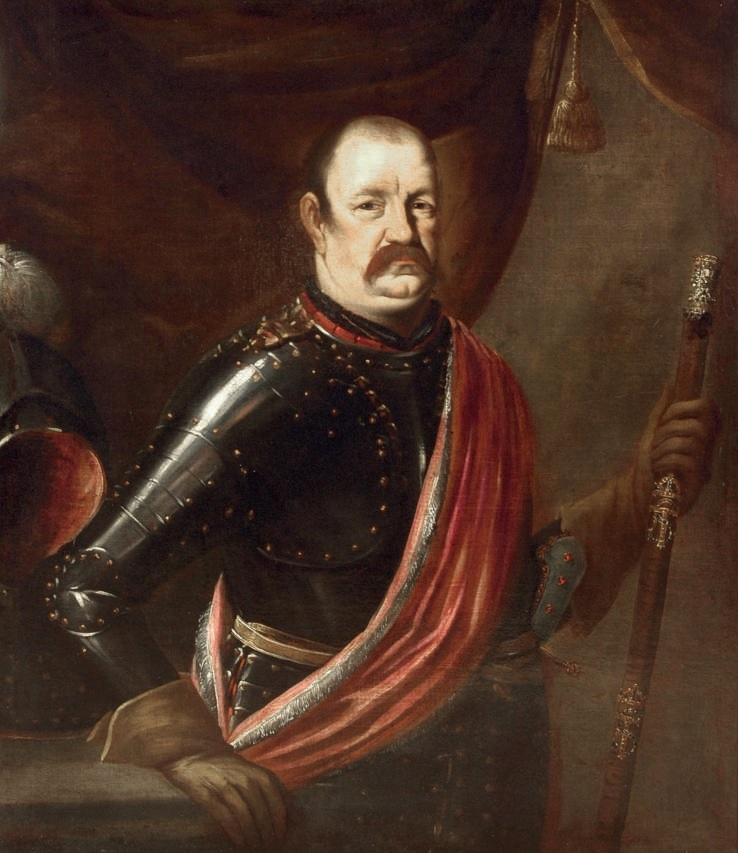
Ежи Себастьян Любомирский, ок. 1667 года.
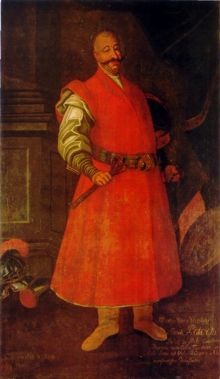
Яков Калинович (?). Портрет Н. Потоцкого, 1771 г.
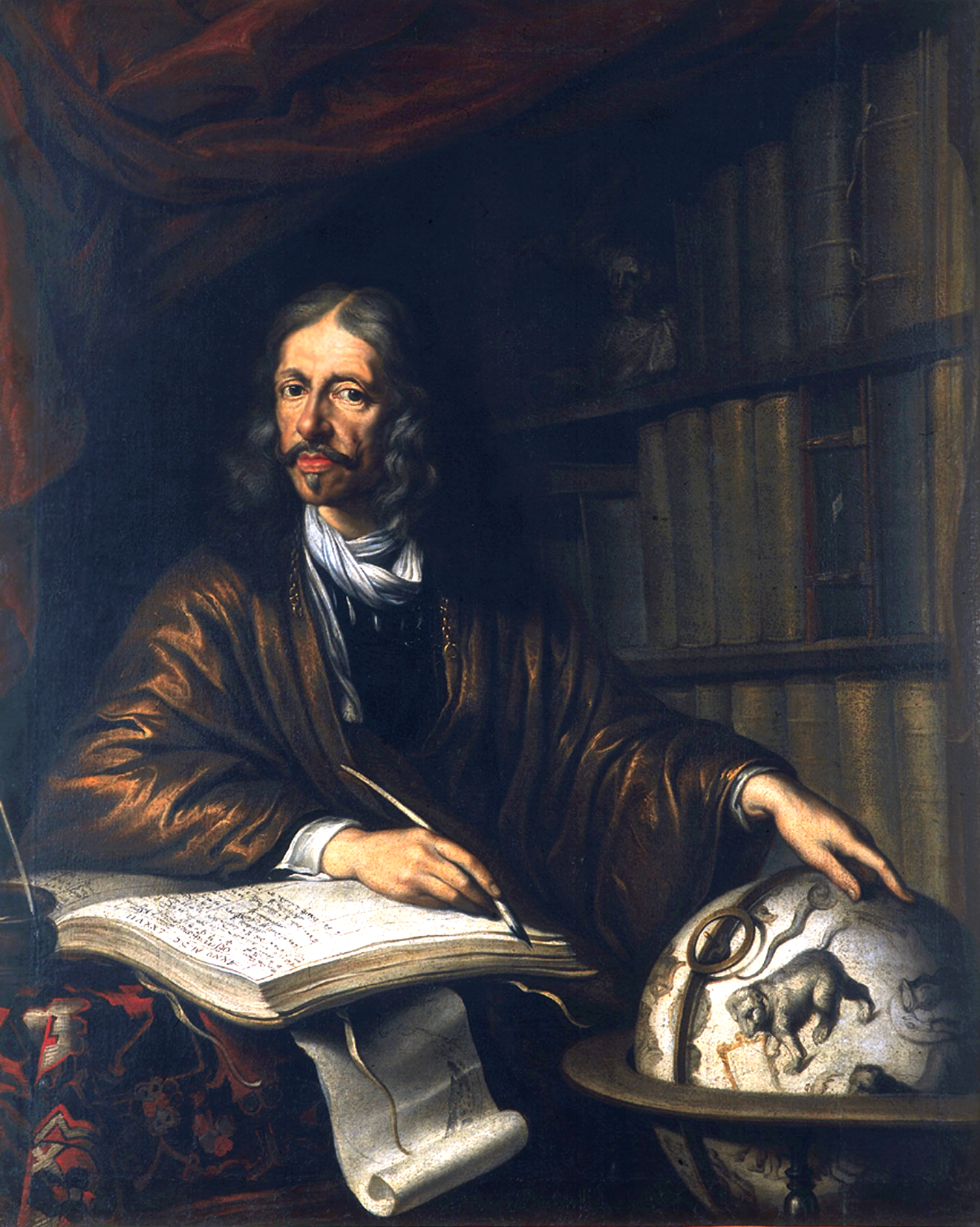
Даниэль Шульц-младший. Ян Гевелий в кабинете.
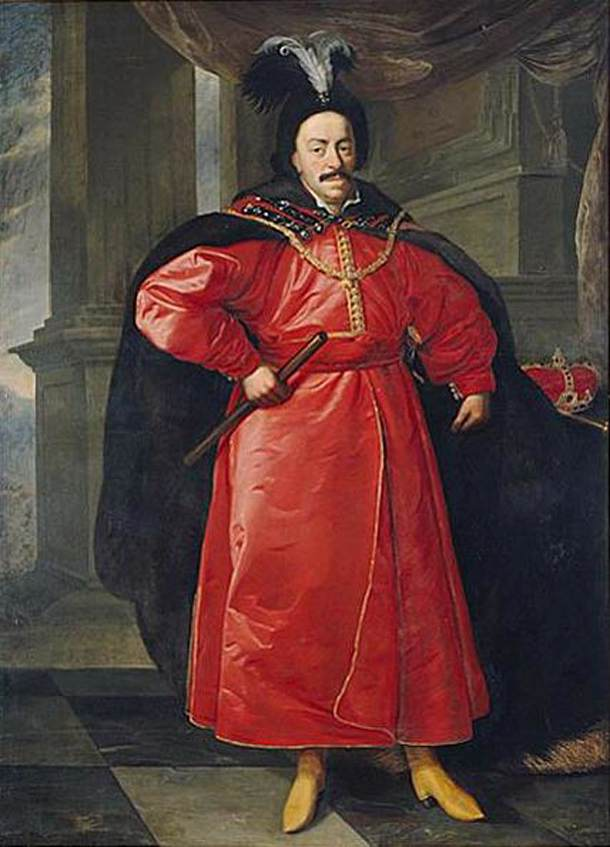
Король Ян II Казимир. 1649 г.
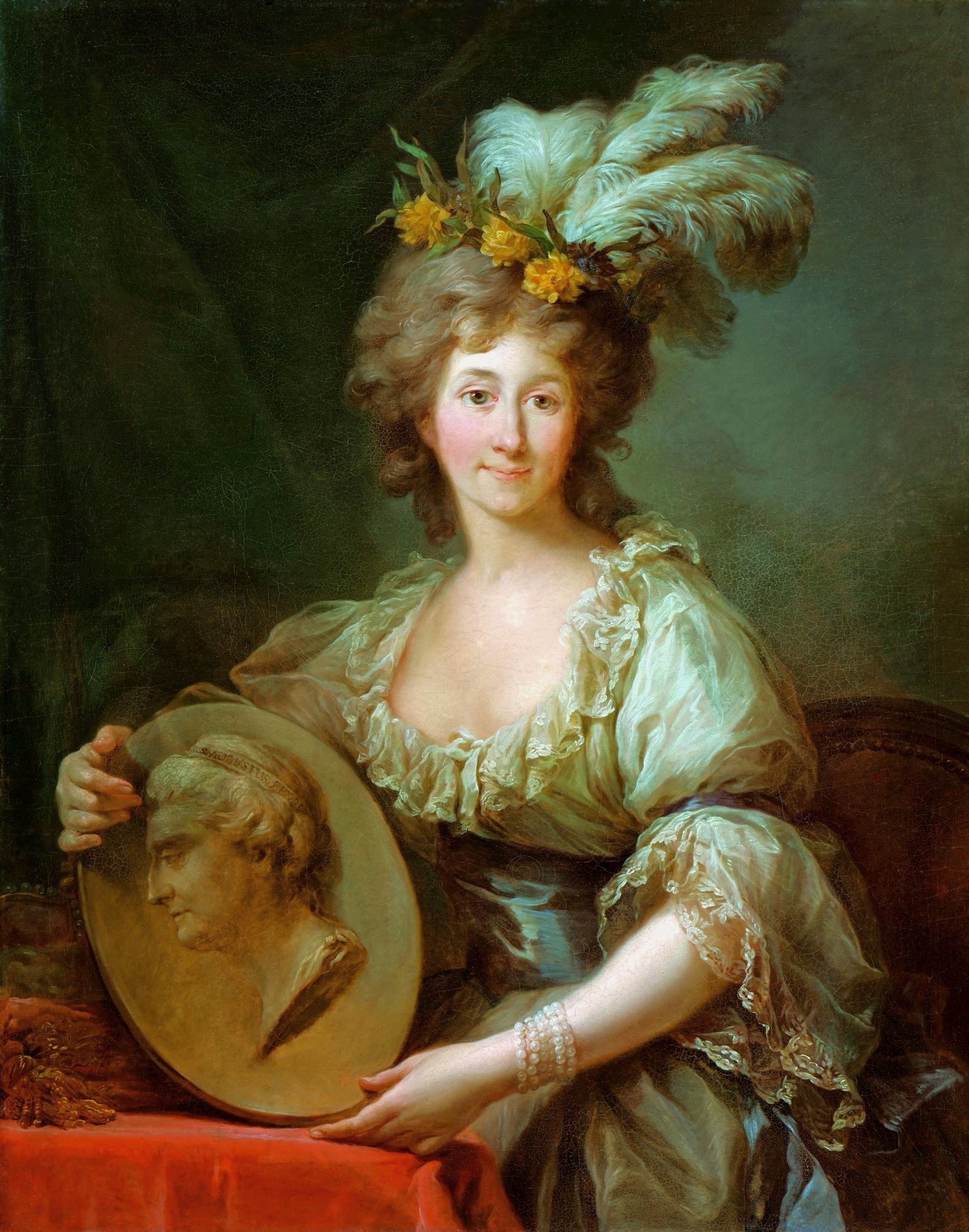
Марчелло Бачиарелли. Принцесса Курляндская Анна Доротея Бирон
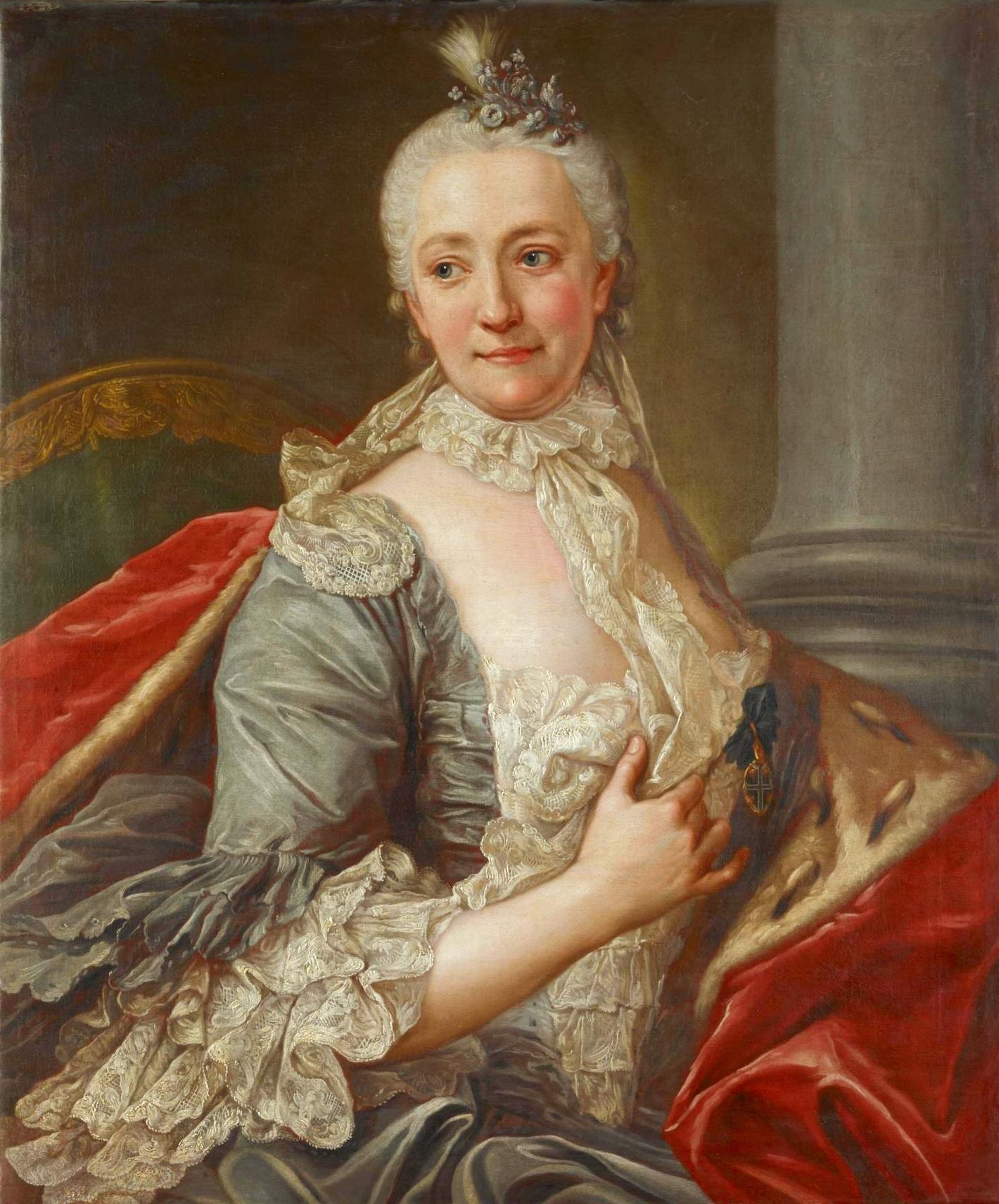
Барбара Сангушко. 1757 год

## Скульптура и барочное надгробие

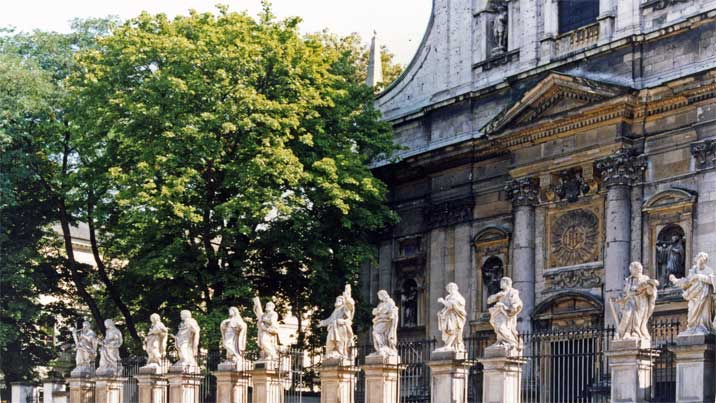

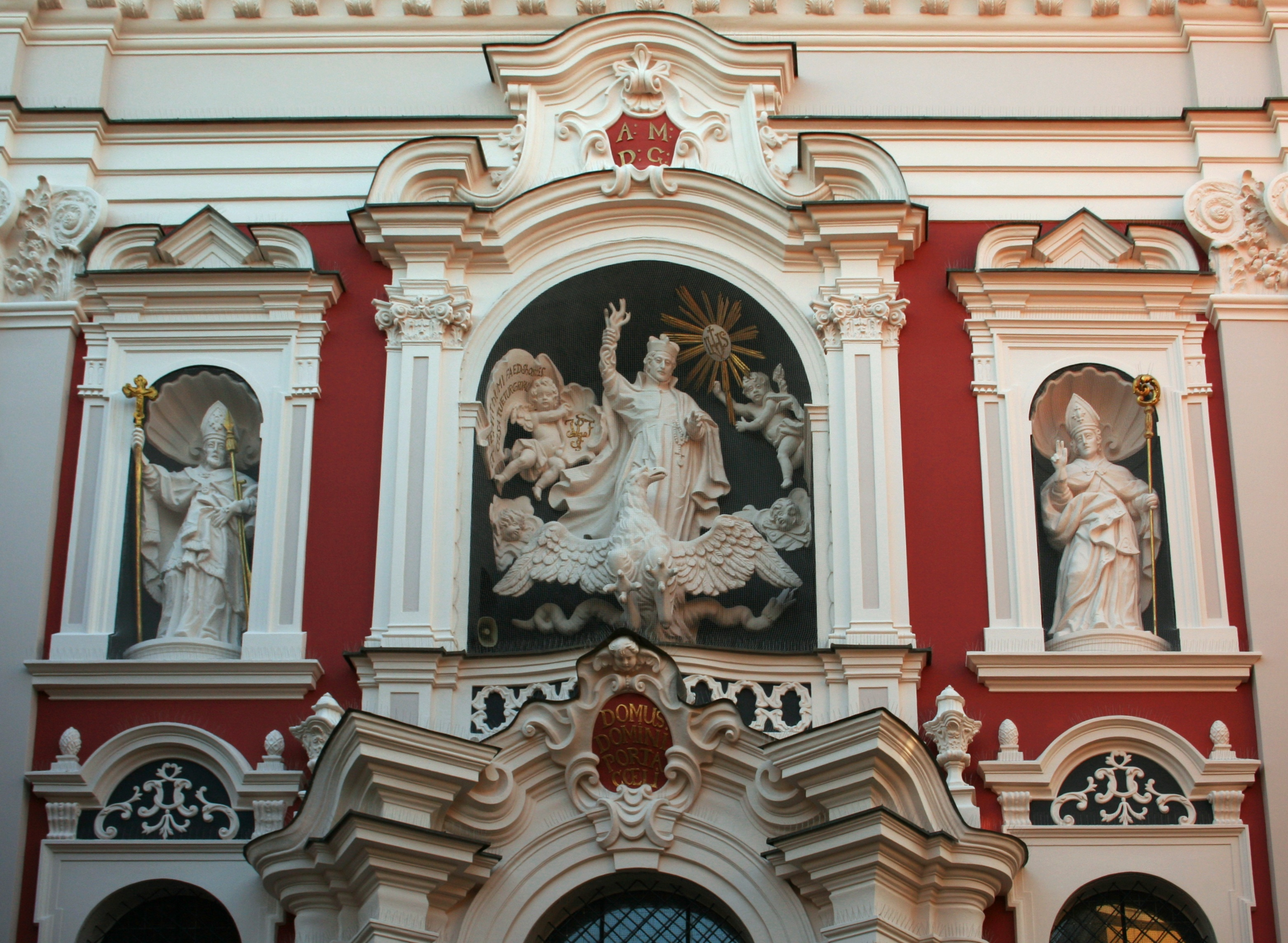
Фарный костёл в Познани, фасад.

Не исчезает тип надгробия с фигурой, лежащей на гробу, который утвердился с эпохи Возрождения. Но на традиционный тип оказывают существенное воздействие образцы художественных надгробий Италии, Фландрии, немецких княжеств. Получают распространение архитектурно разработанные надгробия с колоннами и пилястрами, фронтонами и тяжёлыми волютами, с нишами для аллегорических скульптур, с фигурами ангелов, гирляндами, флагами и военной арматурой (надгробие П. Опалинского, 1641—1642 гг, костел в Серакове). Художественную выразительность барочных надгробий усиливают контрастным сочетанием чёрного и белого мраморов, алебастром, гербами благородных семей и т. д. Умершего подают якобы во сне или во время молитвы. Уникальными на территории Польши были металлические надгробия, созданные в Бережанском замке (скульптор Пфистер Ян) и уникальные надгробия Андреаса Шлютера.
Среди других скульпторов Речи Посполитой, которые работали в провинциях — С. Сала, Я. Фалькони, Б. Фотнана, А. Фрончкевич, П. Корнецкий, Я. Мональди.

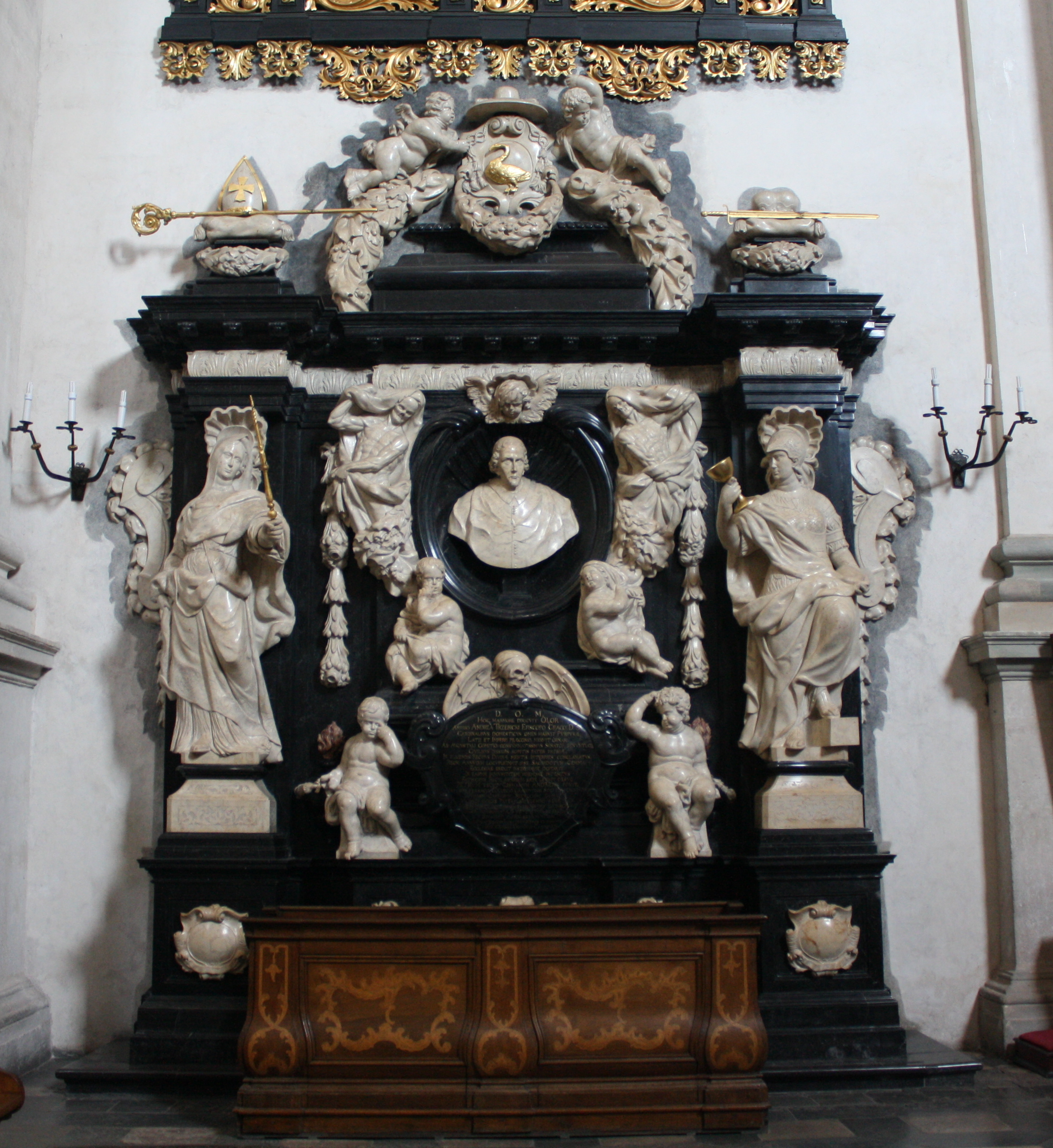
Надгробие епископа Анджея Тшебицкого, Костёл Святых Петра и Павла, Краков
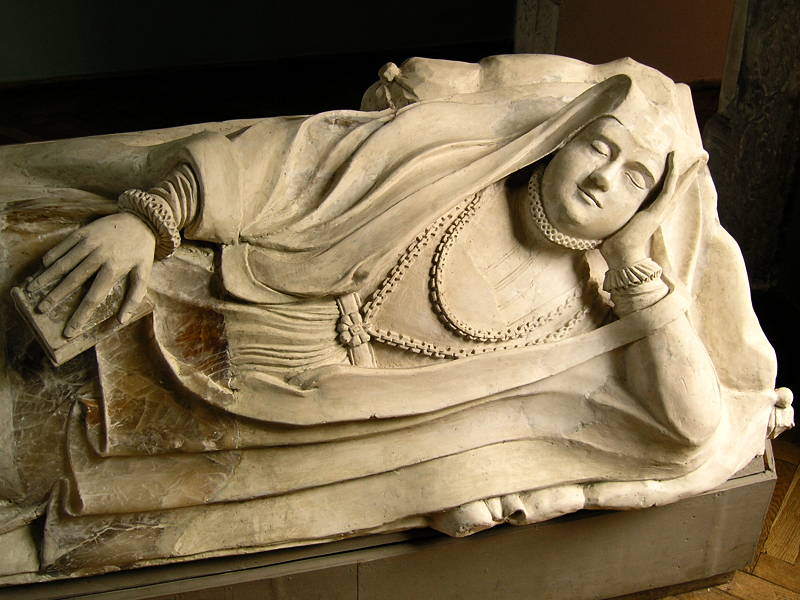
Надгробие Анны Сенявской
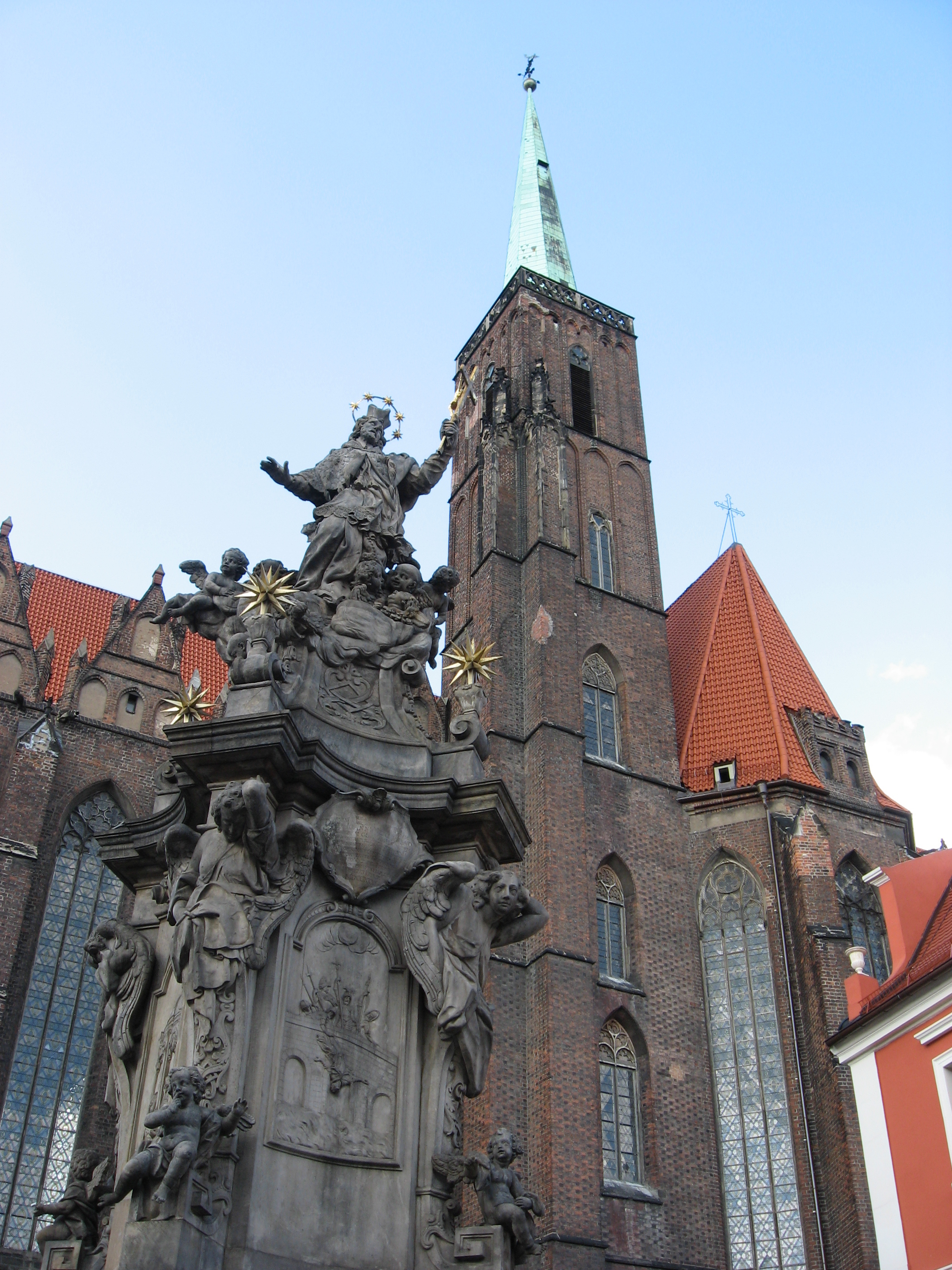
Монумент Яну Непомуцкому возле костела Св. Креста, Вроцлав.

## Барочные фрески

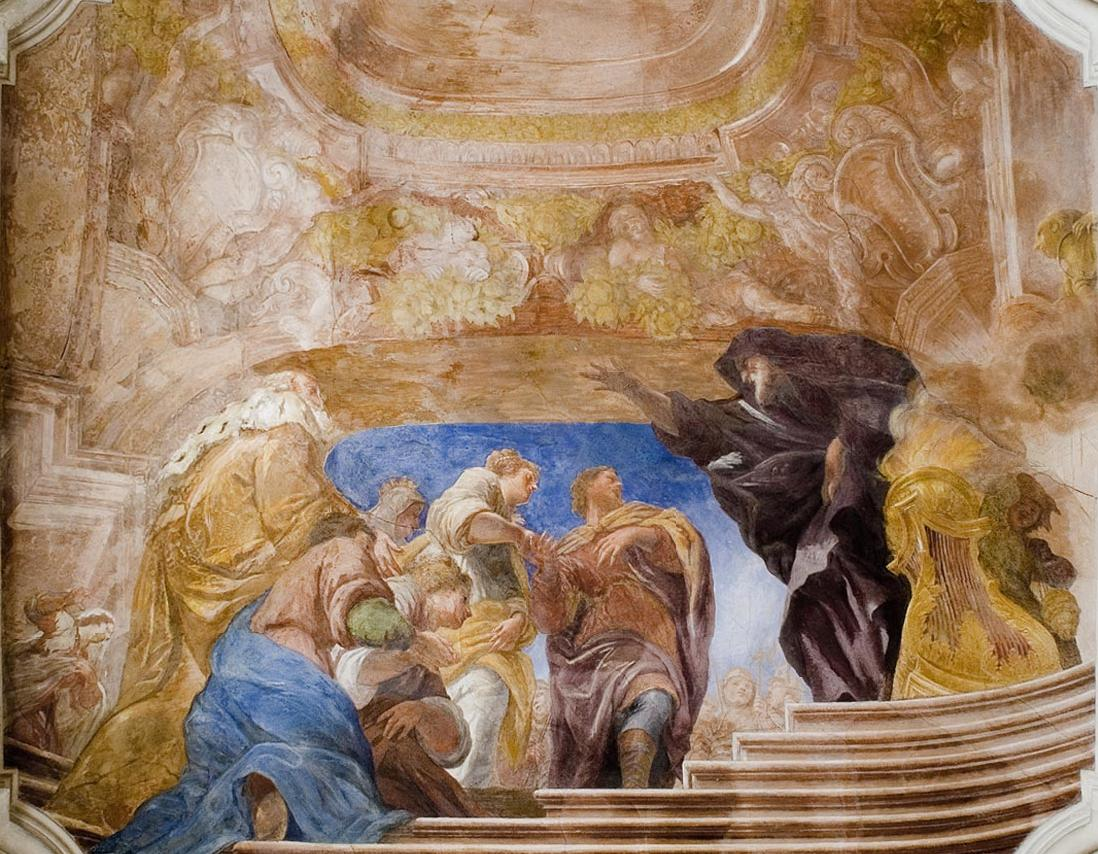
Микеланджело Паллони, фреска, «Свадьба сестры Психеи», Вилянувский дворец.

Стенопись имела место в искусстве Речи Посполитой и раньше. Декоративные фризы были созданы в дворцовых залах замка Вавель ещё в начале XVI в. (дворцовые праздники, парады воинов). Но стенописи сохраняли плоский линейных характер.
В следующую эпоху развитию декоративного искусства способствовал Ян III Собеский. Следуя примеру французского короля Людовика XIV, он способствовал созданию Королевской мастерской живописи (которая позже будет превращена в польскую Академию живописи). В Королевскую мастерскую живописи, в числе прочих, входили Клод Калло и Микеланджело Паллони.

## Историческая и батальная живопись

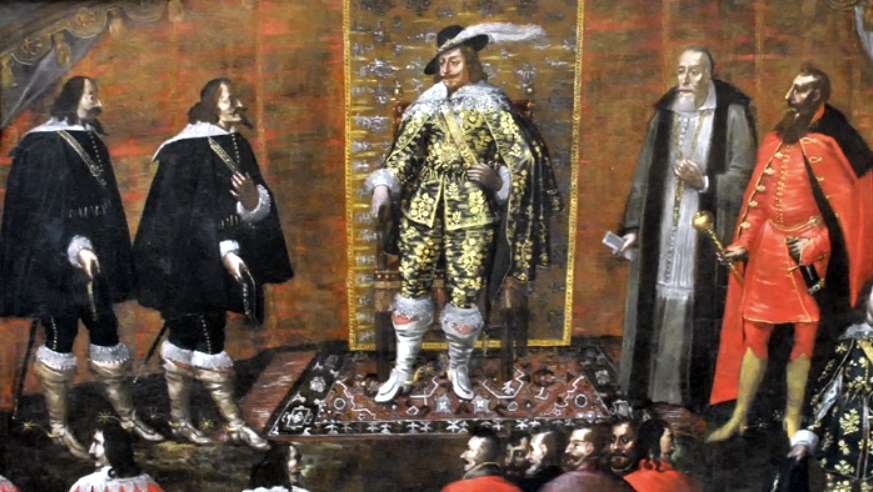
Худ. Томмазо Долабелла. «Король Владислав IV принимает дипломатов Швеции». Центр картины.

Историческая живопись в польском искусстве XVI века была представлена в основном гравюрами. В начале XVII века в искусстве Речи Посполитой получает развитие историческая батальная картина европейского образца. Известно, что придворных художников имели как король, так и магнаты. На Ежи Мнишека работал художник Шимон Богушович. Именно Богушович создал портреты Лжедмитрия I и его жены Марины Мнишек, которые ныне хранятся в Историческом музее в Москве. Богушович был и автором батальных картин, среди которых — «Битва при Клушине» (по заказу гетмана Станислава Жолкевского), которая состоялась 24 июня 1610 (Клушино — деревня под Смоленском, которую оккупировали воины Речи Посполитой).
События оккупации Москвы, венчания на русское царство Марины Мнишек воспроизвел итальянский художник Томмазо Долабелла. Среди его работ — картины «Представление пленного царя Василия Шуйского Сенату и Сигизмунду III». Картина имела несколько копий.
«Хотинская битва» — картина, которую создал в 1674 г. гданьский художник Андрей Стех. В батальном жанре работал и Мартино Альтомонте, автор картин «Битва под Парканами» и «Битва под Веной», которые прославили победы короля Яна III Собеского.

## Регулярные сады
В XVII веке часть крепостных укреплений была перестроена в модный дворец в крепости («palazzo in fortezza»). Прилегающая к замку территория используется для создания регулярных садов.
Примером подобной перестройки стал Подгорецкий замок, а земельный участок с севера использован для создания сада итальянского образца. По преданию, сад распланировал садовник из Рима и использовал (как и в Италии) террасы земельного участка на севере. Наименьшая из террас возле замка включала партер с растительным узором. Ступени на вторую террасу поддерживала аркада, которая создавала галерею и служила гротом. В центре стоял фонтан. Несколько партеров украшала мраморная скульптура мастеров Италии.
Третью террасу украшал зелёный массив с просеками, что использовались для прогулок. Рядом заложили виноградник. Сад, созданный по приказу гетмана Станислава Конецпольского, отличался целостным художественным замыслом и в значительной художественной ценностью.

## Декоративно-прикладное искусство

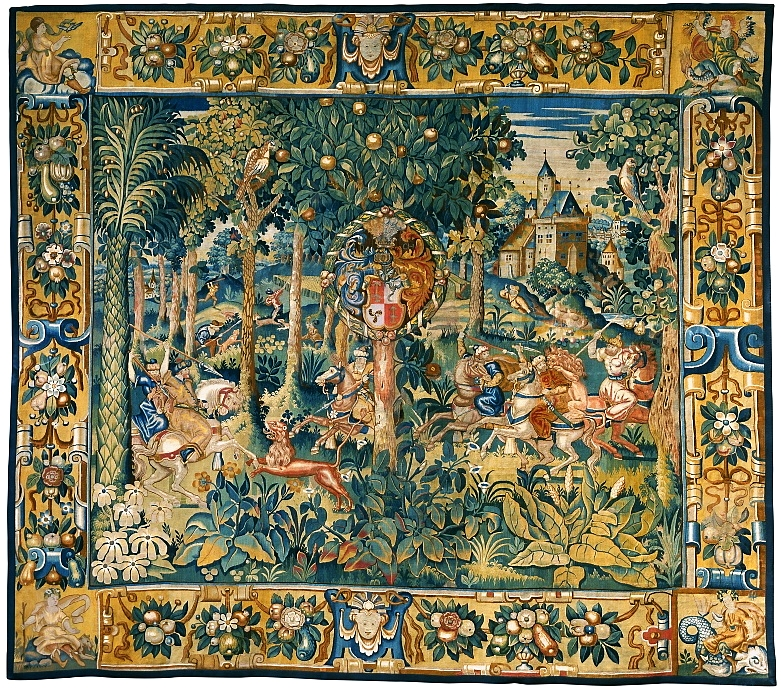
Гобелен с гербом Дмитрия Чалецкого

Построение новых храмов и дворцов стимулировало дальнейшее развитие ремесел, часть из которых принимала национальные формы, часть переходила на заимствованные формы в стиле барокко или, позже, рококо.
Образец резьбы по слоновой кости — бокал со сценами победы польских воинов над турками-османами под Хотином. Бокал венчает миниатюрная фигурка короля Яна III Собеского.
В городе Гданьск (тогда Данциг) было налажено производство мебели. Популярностью пользовались «гданьские» шкафы с цоколем, пилястрами, карнизами, резными деталями.
Особенностью ремесел Речи Посполитой были тканые золотые пояса, так называемые «персидские» из золотых и серебряных нитей. «Пшеворские пояса» украшали медными или серебряными деталями с использованием техники филиграни, чеканки, гравировки. Было налажено производство ковров и гобеленов.
Спросом пользовались изделия из серебра. Известными центрами ювелирного дела в XVII — XVIII веках были города Данциг и Торунь. Особая отрасль декоративно-прикладного искусства — изделия из серебра мастерских Варшавы.

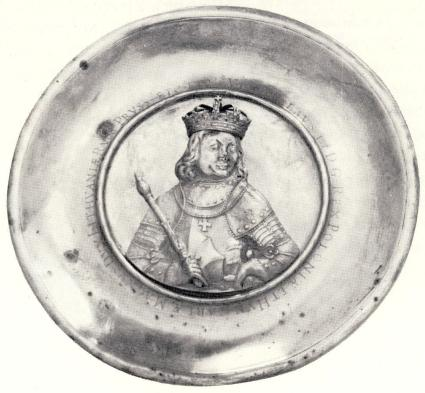
Три серебряных бокала с портретами польских королей, «Владислав III»
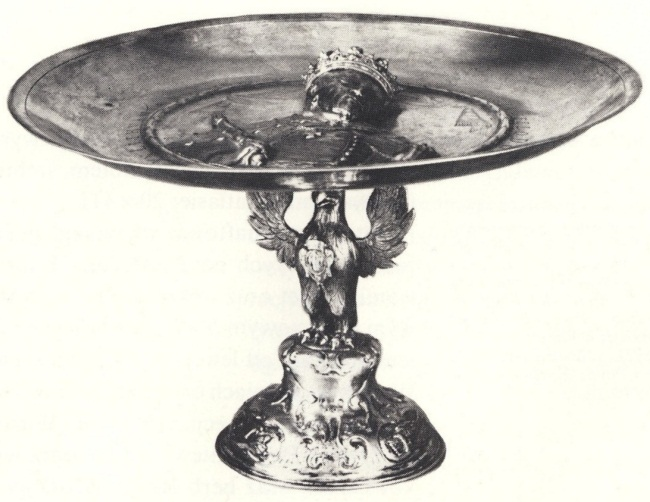
«Ян ІІ Казимир»
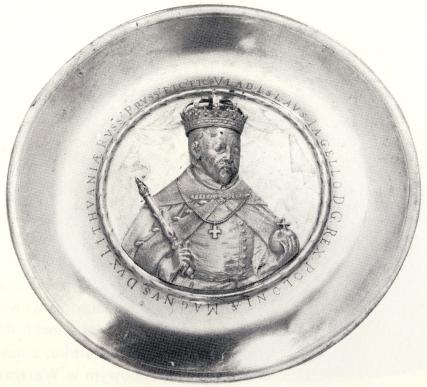
Мастер А. Макензен старший. Бокал «Владислав II Ягайло»

Интересные образцы резных церковных амвонов создавал Я. Плерш в стиле рококо. Среди произведений искусства той эпохи — миниатюрный конный монумент Августа Сильного из кости и дерева, который создал С. Трогер (1732 г.)

## Позднее барокко и саксонское влияние, рококо
После устранения от власти потомков Яна III Собеского, престол Речи Посполитой занял саксонский курфюрст Август Фридрих II. Август II стремился реализовать личную унию и создать унитарное саксонско-польско-литовское государственное объединение, которое поставило бы представителя династии Веттинов в один ряд с ведущими монаршими дворами. Для этого он искал поддержки соседних государств. Пытался присоединить к наследственным саксонским владениям Лифляндию (ныне северная часть Латвии и южная часть Эстонии) и Эстляндию (ныне северная часть Эстонии), а также Трансильванию (ныне в составе Румынии) и Молдавию. В период второго срока его правления польско-литовское государство попало под влияние России. После Полтавской битвы 1709 года и победы Петра I над Карлом XII, Август II восстановил власть над Речью Посполитой. Но постепенное сближение в 20—30-х годах XVIII века интересов окрепшей Российской империи, Австрийской империи и Пруссии относительно Польши готовило делёж польских земель между этими государствами. В последнее десятилетие правления Августа II государством фактически руководила группировка представителей магнатского рода Чарторыйских и его сторонников — так называемая «Фамилия». При их помощи после смерти Августа II польская корона была передана его сыну Фредерику Августу III Саксонскому. На время в официальной культуре Польши стало преобладать саксонское влияние.
В Варшаве и в провинциях работает ряд саксонских художников или немцев по происхождению:
- Йоахим фон Даниель Яух (1688—1754)
- Ян Зигмунт Дейбель (1687? — 1752)
- Иоганн Фридрих Кнобель
- Зигмунт Фогель
- Эфраим Шрёгер (1727—1783)
- Ян Самуэль Беккер (середина XVIII века)
- Карл Фридрих Пёппельман (1697—1750, сын Маттеуса Пёппельмана)